# Луганськ
Луга́нськ (МФА: [ɫʊˈɦanʲsʲk] ( прослухати); у 1935—1958,  1970—1990 — Ворошиловгра́д) — місто на сході України, обласний центр Луганської області (до 2014 року), адміністративний центр номінально утворених Луганської міської громади та Луганського району. Найсхідніший обласний центр України. Розташований у середньому Подінців'ї, у місці злиття річок Лугань та Вільхівки. За чисельністю населення Луганськ посідає 11-ту сходинку серед міст України (станом на 1 січня 2022 року в місті мешкало 397 тис. осіб). Разом з прилеглими районами області місто формує 500-тисячну агломерацію.
З квітня 2014 року тимчасово перебуває під російською окупацією. Луганськ включений Верховною Радою України до переліку міст з тимчасово окупованої території.

## Географія
Луганськ розташований в місці злиття річки Вільхівки з Луганкою (48°34′15.18″ пн. ш. 39°16′29.14″ сх. д. / 48.5708833° пн. ш. 39.2747611° сх. д.) по правий бік від річки Сіверський Донець.
Місто займає територію в 25,5 тис. га, зокрема житлові квартали і мікрорайони — 3,9 тис. га. Найзаселеніші терени міста — між 48°30' та 48°40' пн. ш., 39°10' та 39°25' сх. д.

### Підсоння
Клімат — помірно континентальний. Літо спекотне, середня температура липня від 21,8 °C до 23,1 °C; зима холодна, середня температура січня від −6 до −8 °C. Опадів за рік — 400—500 мм.
На луганській метеостанції зафіксована найхолодніша та найспекотніша температура повітря в Україні: +42,0°С (12 серпня 2010) та -41,9°С (8 січня 1935 року).
| Клімат                  | Клімат | Клімат | Клімат | Клімат | Клімат | Клімат | Клімат | Клімат | Клімат | Клімат | Клімат | Клімат | Клімат |
| Показник                | Січ.   | Лют.   | Бер.   | Квіт.  | Трав.  | Черв.  | Лип.   | Серп.  | Вер.   | Жовт.  | Лист.  | Груд.  | Рік    |
| Абсолютний максимум, °C | 12,8   | 17,3   | 23,1   | 31,8   | 36,6   | 39,4   | 40,5   | 42,0   | 36,8   | 31,2   | 22,8   | 15,6   | 42,0   |
| Середній максимум, °C   | −1     | −0,4   | 5,7    | 15,6   | 22,2   | 26,4   | 28,7   | 28,1   | 21,8   | 13,9   | 5,3    | 0,1    | 13,9   |
| Середня температура, °C | −4     | −4,1   | 1,4    | 9,7    | 15,8   | 20,1   | 22,3   | 21,2   | 15,3   | 8,6    | 1,8    | −2,7   | 8,8    |
| Середній мінімум, °C    | −6,8   | −7,4   | −2,4   | 4,2    | 9,4    | 13,8   | 16,0   | 14,5   | 9,4    | 4,0    | −1,2   | −5,5   | 4,0    |
| Абсолютний мінімум, °C  | −41,9  | −36,9  | −27,3  | −12,1  | −8,2   | −1,8   | 5,2    | −0,4   | −7,2   | −16,3  | −26,3  | −29,6  | −41,9  |
| Норма опадів, мм        | 36     | 36     | 32     | 33     | 50     | 61     | 63     | 34     | 45     | 35     | 39     | 39     | 503    |
| ----------------------- | ------ | ------ | ------ | ------ | ------ | ------ | ------ | ------ | ------ | ------ | ------ | ------ | ------ |
| Джерело: Pogoda.ru.net  |        |        |        |        |        |        |        |        |        |        |        |        |        |

### Флора
На території Луганської міської ради зустрічаються рослини, занесені до Червоної книги України:
- астрагал (Astragalus cretophilus), Мала Вергунка, Суча Балка на Гострій Могилі;
- бурачок голоногий (Alyssum gymnopodum), річкою Луганню;
- волошка первинногерберова (Centaurea protogerberi), Червоний Яр;
- гісоп крейдяний (Hyssopus cretaceus), Олександрівськ;
- громовик донський (Onosma tanaitica);
- дрік донський (Genista tanaitica), Червоний Яр;
- рястка Буше (Ornithogalum boucheanum), Червоний Яр.

## Етимологія

Луганське на мапі Луганської округи станом на 1 січня 1929 року

Офіційна назва міста — Луга́нськ [ɫʊˈɦɑɲsʲk]. Назва Луганське [ɫʊˈɦɑɲsʲke] походить від назви річки Лугань, далі від слова луг (річка має широку лугову заплаву). За іншою інтерпретацією, гідронім має тюркське походження, про що свідчить стара назва річки Луган (Лаган).
Якщо брати за відлік історії міста дозвіл на закладення заводу 1795 року, то першу назву — Луганський Завод, селищу надано 1797 року, вона проіснувала до 1882 року, коли було об'єднано Кам'яний Брід та Луганський Завод в єдине місто Луганське. Варто завважити, що до Української революції українська мова не мала у Російській імперії жодного офіційного статусу, а отже й назви міст затверджували російською, натомість українська мова існувала в народному вжитку. Відповідно, і наведені вище назви українською можуть бути лише довільні. Перший загальноукраїнський правопис містив окремий пункт щодо географічних назв на зразок Луганського.
У 1933 році за новим правописом назва міста Луганське змінилася на Луганськ. Проте деякі джерела, зокрема діаспорні, і далі писали стару назву, серед них Енциклопедія українознавства. Стару назву можна деколи помітити й досі[джерело?].
У 1935 році місто перейменувано у Ворошиловград, на честь радянського військового й політичного діяча, чия діяльність була пов'язана і з Луганськом. За німецької окупації під час Другої світової війни, що тривала в місті менше року, були спроби повернення історичної назви міста.
У 1958 році місто знову перейменовано в Луганськ, причиною стало прийняття постанови про те, що населені пункти не можна називати на честь живих людей. Та вже у 1970 році, після смерті Климента Ворошилова місто знову отримало назву Ворошиловград. У часи Перебудови, у 1990 році відновлена попередня назва Луганськ.

## Історія

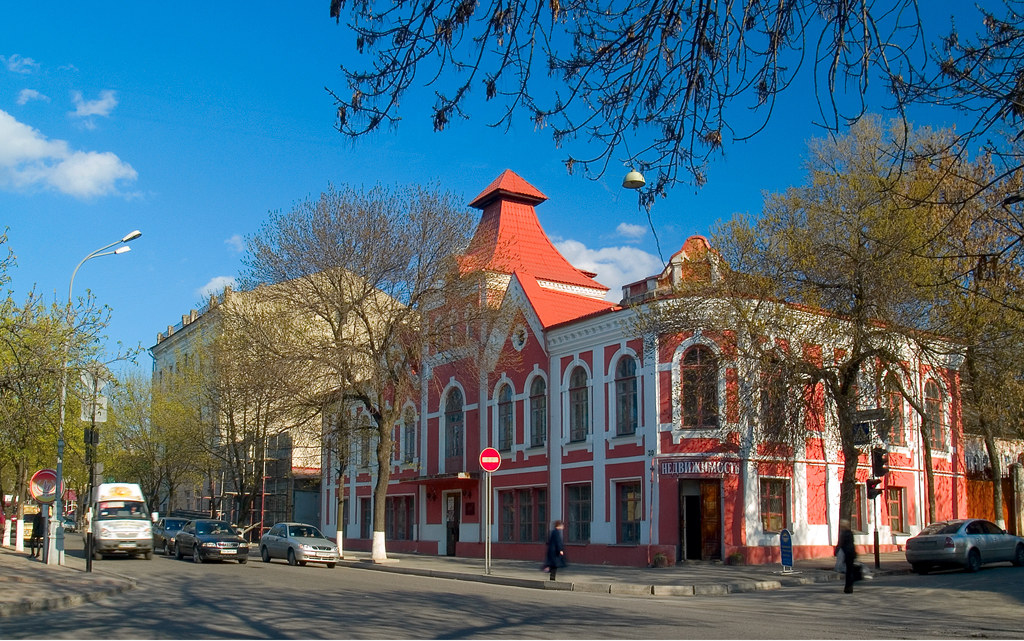
Музей історії та культури міста Луганська

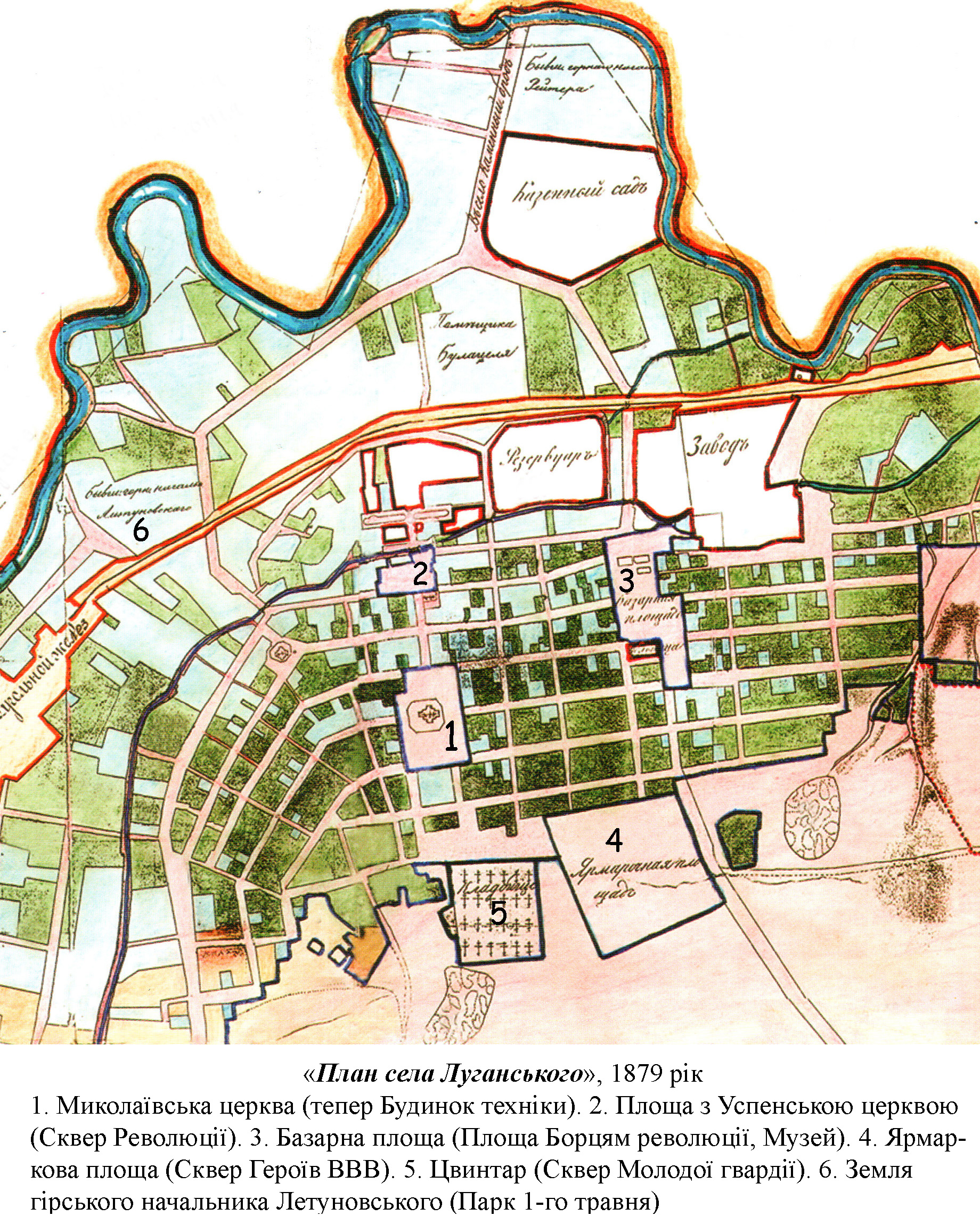
Історичний центр Луганська (мапа 1879 року)
1. Миколаївська церква (нині — Будинок техніки). 2. Успенська (Старобазарна) площа (Площа Революції). 3. Базарна площа (між площею Борцям революції та драматичним театром). 4. Ярмаркова площа (між Сквером Героїв ВВВ і вул. Демьохіна). 5. Цвинтар (Сквер Молодої гвардії). 6. Земля гірського начальника Летуновського (Парк 1-го травня)

### Козацька доба
За часів Запорозької Січі на території міста існували козацькі зимівники, що згодом перетворилися на селища. Зимівники належали до Кальміуської паланки Війська Запорозького низового.
- Зимівник козака Вергуна на річці Лугані — сучасне селище Вергунка Жовтневого району
- Маєтність Веселенька біля місця впадіння до Донця річки Лугані — селище Веселеньке Жовтневого району
- Червоний Яр на Донці — селище Червоний Яр Жовтневого району
- Кам'яний Брід — у межах сучасного Кам'янобрідського району

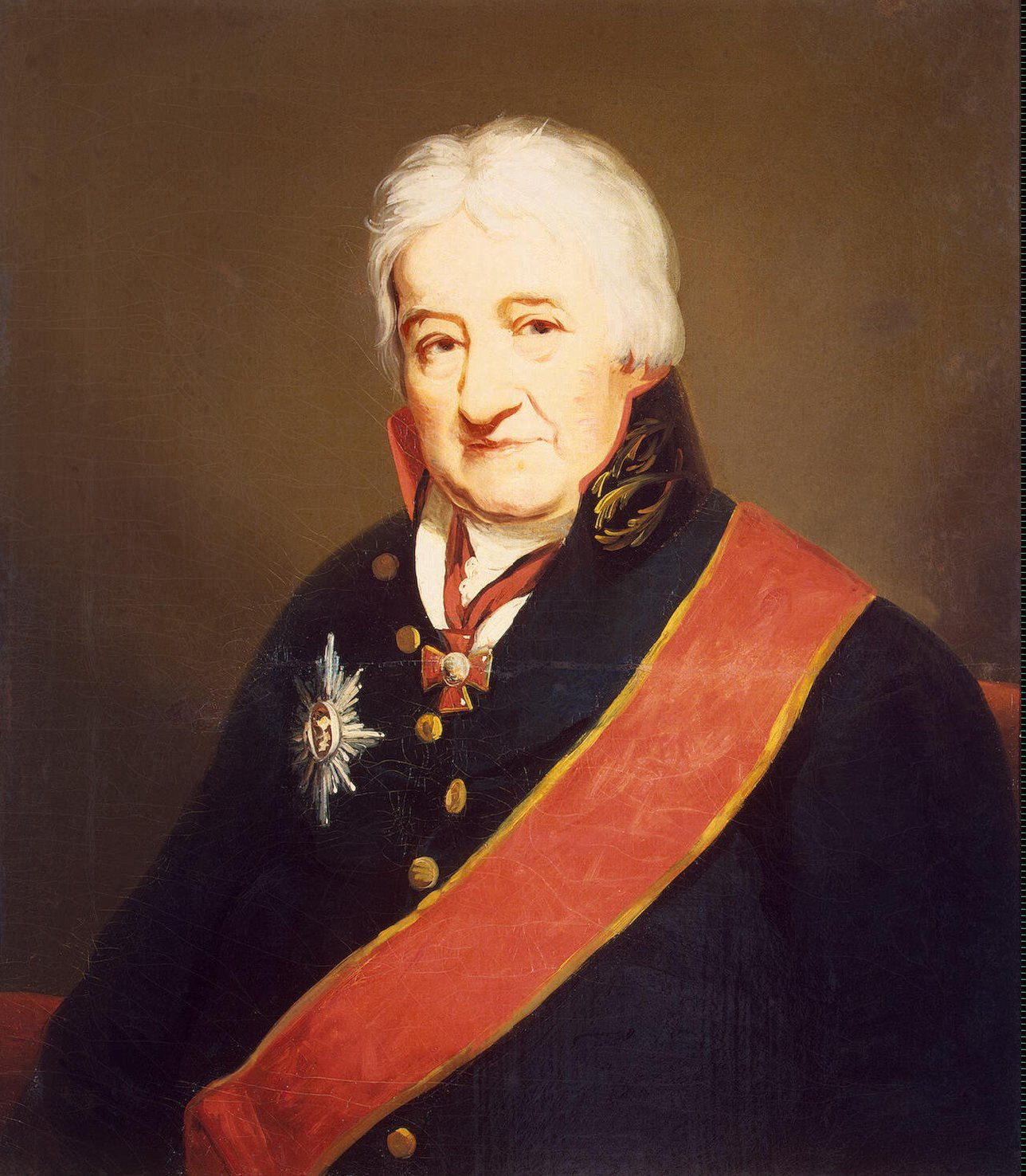
Карл Гаскойн, який є одним із засновників міста

На противагу кримським татарам та запорозьким козакам землі на схід від Бахмуту відторгаються царським урядом під військові поселення для вихідців із Балкан на чолі з Шевичем та Райком Депрерадовичем — Слов'яносербію, серед шанців якої і Кам'яний Брід, і Вергунка. 1775 року відбувається ліквідація Запорозької Січі, що передало ці землі під повний контроль державний інституцій Російської імперії.

### Російська імперія
Історія Луганського заводу' тісно пов'язана з розвитком металургійної та кам'яновугільної промисловості України. 14 листопада 1795 року, за ініціативи командувача Чорноморським флотом адмірала Миколи Мордвинова, було підписано наказ про закладення державного ливарно-гарматного заводу біля річки Лугань (до того це була територія Луганського пікінерського полку, ще раніше — Слов'яно-Сербії — прикордонної зони між Запорожжям та Областю Війська Донського).
Вибір конкретного місця для будівництва та саме будівництво були доручені шотландському підприємцю Карлу Гаскойну. Завод (названий спочатку Катеринославським, а 1797 — Луганським) заклали поруч із селищем Кам'яний Брід. На новобудову запросили майстрів з Великої Британії, а також прибувших кваліфікованих робітників (разом з їхніми родинами, всього 575 осіб) з Олонецьких і Липецьких заводів Російської імперії. Для допоміжних робіт до заводу приписали селян ближніх державних сіл: Фащівки, Оріхового, Петропавлового і Городища. На будівництво (в цілому воно продовжувалося майже 10 років) залучали військовослужбовців та засланих.
Завод випускав військову продукцію (гармати) для Чорноморського флоту та військ, розташований на півдні Російської імперії (особливо відзначився в період Кримської війни (1853—1856)). У міжвоєнний час виготовляв також на приватні замовлення сільськогосподарську техніку, обладнання для млинів, винокурень, цукрових заводів тощо. 1821 року селища Луганський Завод і Кам'яний Брід злилися в єдине господарсько-адміністративне ціле. Напередодні 1861 року тут мешкали 9 тис. осіб.

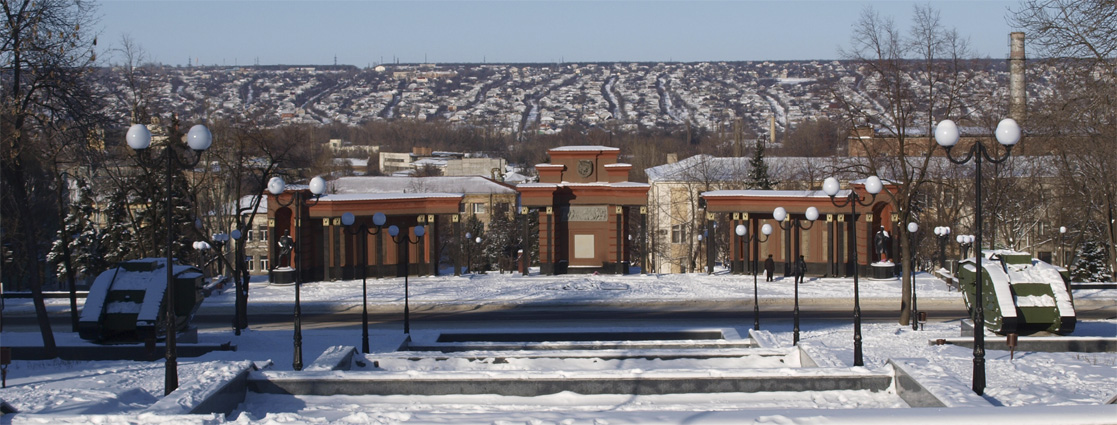
Монумент «Борцям революції»

9 листопада 1882 року Луганський Завод із прилеглим селищем Кам'яний Брід отримав статус міста та назву Луганськ, набувши статусу повітового центру Слов'яносербського повіту Катеринославської губернії. Сільські громади Луганського Заводу й Кам'яного Броду декілька років марно домагалися скасування цього рішення.
Новий поштовх розвиткові міста надало будівництво залізниці Дебальцеве — Луганськ, а вже у 1874 році тут розпочався регулярний рух поїздів. 1897 року лінію Дебальцеве —Луганськ з'єднали з Лозово-Азовською залізницею. Наприкінці XIX століття місто перетворилося на багатогалузевий промисловий центр. Станом на 1898 рік діяло 58 промислових підприємств: найбільшим був Луганський паровозобудівний завод).
За даними перепису 1897 року, у місті мешкало 20404 особи. Рідну мову вказали російську — 13 907, українську — 3 902, єврейську — 1 449. За віросповіданням[джерело?]: 70 % — православні, 20 % — євреї, 4 % — католики (переважно поляки), 4 % — лютерани (переважно німці). Економічний бум кінця XIX — початку XX століття в Російській імперії істотно позначився на розвиткові міста (напередодні Першої світової війни Луганськ налічувалось вже 68,5 тис. жителів).
Як робітничий центр Луганськ 1917 року активно підтримав владу рад (6 червня 1924 року ЦБК СРСР «за революційні заслуги» нагородив місто орденом Червоного Прапора). У березні 1918 року зараховується до Половецької землі незалежної України. На початку 1919, наприкінці 1919 й на початку 1920 року Луганськ — адміністративний центр Донецької губернії. Українська влада майже не контролювала місто і опонентами більшовиків тут були донські козаки. Місто було центром Донецької губернії нетривалий час: з 14 січня до 12 жовтня 1920 року, а надалі ця роль перейшла до Бахмута.

### Українська революція
Під час Української революції Луганськ входить до складу Української Народної Республіки в складі адміністративно-територіальної одиниці Половецька земля з центром у Бахмуті. На 1-й Всеукраїнський з'їзд рад, який проходив в Києві з 4 по 6 грудня 1917 роки від Луганська були відправлені двоє робітників. Під час Першої радянсько-української війни місто опиняється під більшовицькою окупацією. У лютому 1918 року в Луганську відбувся з'їзд рад Луганського гірничого району. На з'їзді було обрано виконавчий комітет рад. Невдовзі цей виконком об'єднався з виконкомом Луганської (міської) ради робітничих депутатів. Спільно вони утворили Луганську раду народних комісарів, яку очолив Юрій Лутовінов. Наприкінці квітня — на початку травня 1918 року Луганськ було звільнено від більшовиків та відновлено владу УНР.

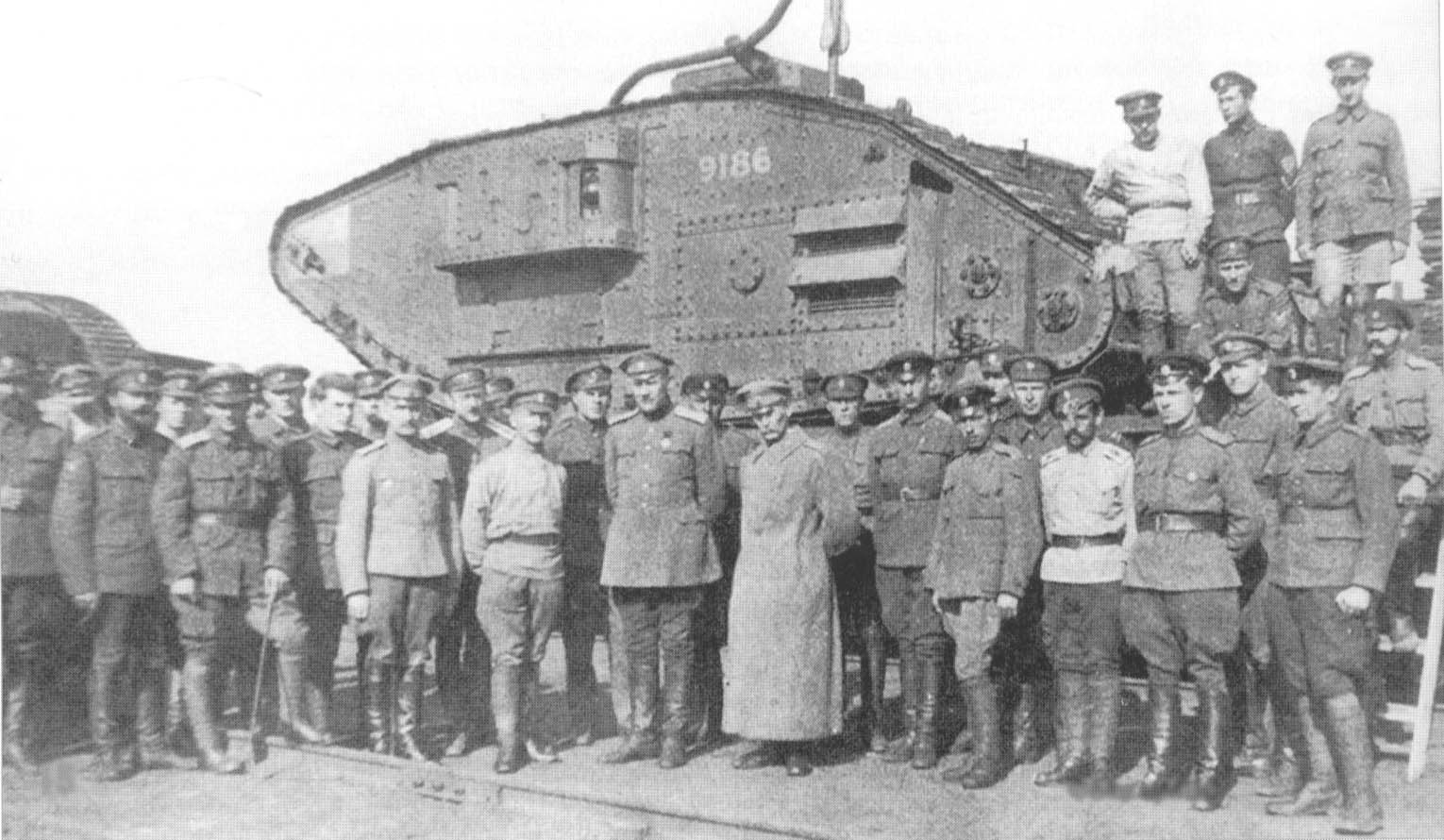
Британські танки Mark V на озброєнні Донської армії (1919)

5 листопада 1918 року, відповідно до усної домовленності між Скоропадським і Красновим, Луганськ зайняв 9-й Донський козачий полк на чолі з Барміним який прийняв усю повноту влади у місті і повіті. Окрім козаків в місті знаходився офіцерський добровольний полк на чолі з Кузьміним, частина 3-го Гайдамацького піхотного полку яким на підкріплення прибув батальон січових стрельців на чолі з полковником Свидницьким.
У грудні 1918 року союзні Україні німецькі частини покинули Луганськ, а місто захопили частини 2-ї Донської дивізії під командуванням Петра Коновалова. У грудні 1918 — січні 1919 року на околицях Луганська наростав повстанський рух, місцеве населення не було задоволене новими порядками. Згодом, місто остаточно перейшло під радянську окупацію.

### Радянський період
З 1938 року місто — центр Ворошиловградської області (1958—1970, з 1990 року — Луганської області).
З 17 липня 1942 по 14 лютого 1943 року місто перебувало під тимчасовою націонал-соціалістичною владою. Цей нетривалий період позначився відродженням української культури в місті, зокрема й відновленням назви міста — Луганськ. Головною міською газетою стало україномовне «Нове життя» під редакторством Максима Бернацького, до війни — професора Ворошиловградського педінституту. Він був також завербований Євгеном Стаховим та очолив Луганський обласний провід ОУН. Мережу організації було розгорнуто по всій області.
|                                   | І все ж відчувалося, що Україна ще не вмерла в душах багатьох людей. Якось в Луганську пішов до цирку. Факір показував різні фокуси: то голуба витягував з порожньої скриньки, то склянку, то ще щось. А наприкінці витягнув хоруговку синьо-жовтого кольору. Мене це дуже потішило тоді: отже, Луганськ не безнадійний! |
| — Євген Стахів, Кримська світлиця | |

Відновлено україномовне навчання — шкільна освіта в місті на цей час переведена на українську мову. Також діяла капела бандуристів та інші творчі гурти. Задля недопущення епідемії відкрито станцію швидкої допомоги, кілька лікарень та диспансерів. Після взяття міста Червоною армією цих діячів (в тому числі Максима Бернацького) було засуджено до страти.
Після зміцнення Микити Хрущова на партійній верхівці та розправи над сталіністським «Антипартійним угрупованням», до якого входив і Климент Ворошилов, місту відновлена історична назва Луганськ. За влади Леоніда Брєжнєва перейменоване у Ворошиловград, область — на Ворошиловградську, після смерті Климента Ворошилова. 1972 року футбольний клуб «Зоря» став чемпіоном СРСР з футболу. Це був перший чемпіон СРСР із міста, яке не було столицею республіки. 4 травня 1990 року місту відновлена назва Луганськ, а області — Луганська.

### У Незалежній Україні
На початку XXI століття в місті працювало 87 промислових підприємств (провідна галузь — машинобудування). Водночас воно стало великим культурним і науковим центром. 1998 року населення міста, за деякими даними, становило 528 000 осіб. За переписом населення 2001 року — 463 000 осіб.
21 вересня 2007 року залізничну станцію Луганськ електрифіковано в складі дільниці Дебальцеве — Луганськ.
у 2012 році відкрито Палац спорту місткістю 2500 глядачів, запущено новий трамвай. 2013 року відкрито Льодову арену за програмою «Хокей України». Того ж року зупиняється Якубовський трубний завод.
Наприкінці листопада 2013 — початку 2014 років, під час Революції гідності, в місті відбувалися мітинги на підтримку Євромайдану. 24 листопада 2013 року в центрі Луганська, на площі біля пам'ятника Тарасові Шевченку, близько 100 осіб висловили підтримку євроінтеграції. Перешкодити акції намагались донські козаки, які виступали проти зближення України з Європейським Союзом. Аби унеможливити проведення зібрань протестувальників різних таборів на центральній площі почався монтаж новорічної ялинки, хоча на початку листопада було ухвалене рішення про її встановлення на Ярмарковій площі (вул. Газети «Луганської правди»). 26 листопада 2013 року міськвиконком заборонив проведення масових акцій з 26 листопада 2013 по 14 січня 2014 року. 1 грудня 2013 року в Луганську протести в центрі міста відновились. Мітинг проходив під гаслом: «Януковича у відставку!».

#### Російсько-українська війна

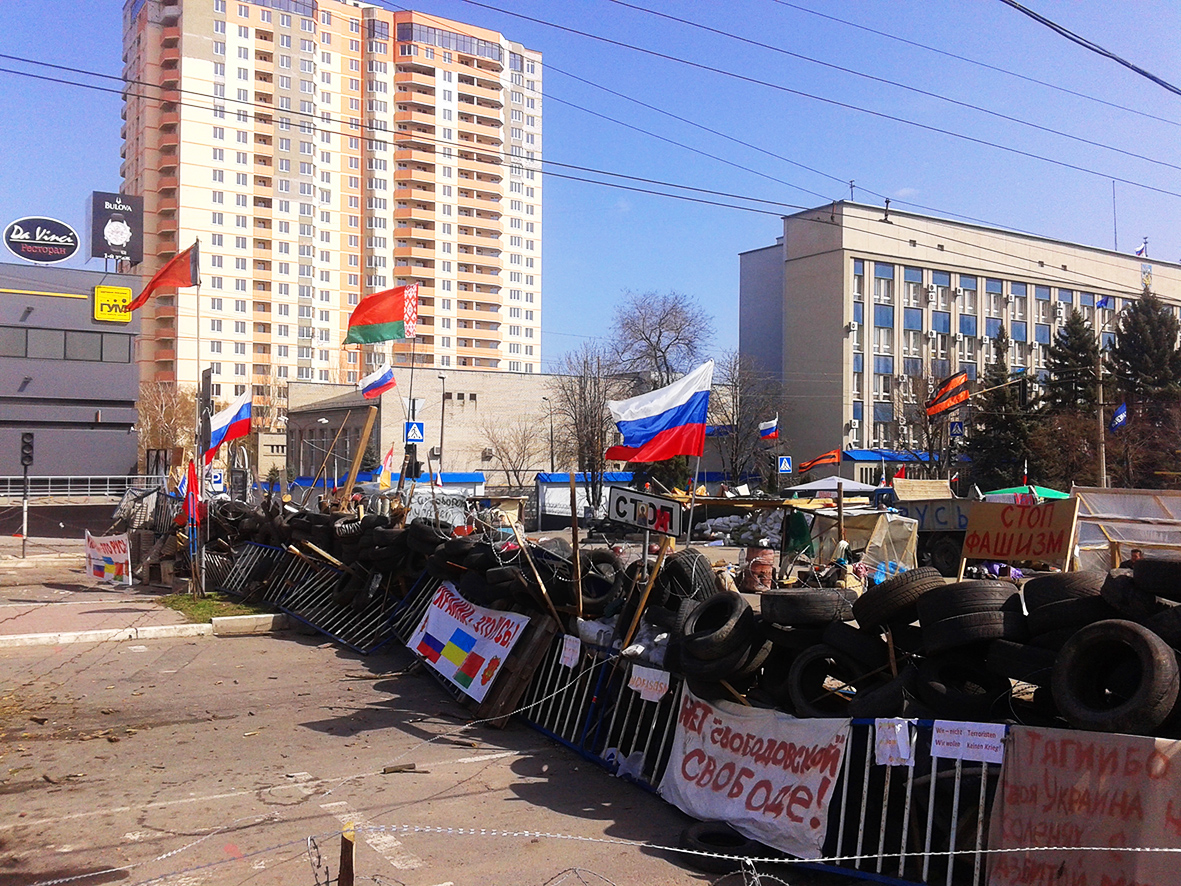
Проросійські заворушення у Луганську (весна 2014)

Навесні 2014 року місто опиняється під контролем проросійських терористичних організацій.
1 червня 2014 року проросійські бойовики почали кількаденний штурм прикордонної застави у Луганську, який закінчився 4 червня виходом українського гарнізону з прикордонної застави. 2 червня 2014 року біля штабу проросійських бойовиків, що розміщувався в Луганській ОДА, сталася серія вибухів, від яких загинули і мирні жителі. 12 червня почалося постачання важкої бронетехніки з РФ: до Сніжного прибула колона танків, а через Луганськ пройшла колона систем залпового вогню «Град», які наступного дня вперше застосували у російсько-українській війні на Донбасі. У липні українські сили почали масштабну операцію зі встановлення контролю над російсько-українським кордоном, створюючи силами декількох бригад 15-кілометрову зону вздовж кордону, контрольовану Збройними силами України і батальйонами територіальної оборони. Водночас українські сили почали операцію з деблокування аеропорту й оточення Луганська. 3 липня бої точилися на краю Луганська, удари по бойовиках здійснювалися з міста Олександрівська, селища Металіст, які знаходились під контролем українських військових, а також з району Станиці Луганської. Ввечері 4 липня бойовики обстріляли східний район Луганська Велика Вергунка та селище Станиця Луганська. Бої за Луганський аеропорт продовжували точитися.
У серпні − вересні 2014 року Луганськ було майже оточено українськими військами, і 55 днів він перебував у блокаді. У місті були серйозні проблеми зі світлом та водою.
В результаті наступу регулярних російських військ, 31 серпня відбувається остаточний штурм, після якого 1 вересня 2014 року речником штабу АТО було повідомлено про вихід українських військ з аеропорту. За словами речника Андрія Лисенка, при виході десантники знищили 2—7 бронетранспортерів та танків.
На початок широкомасштабного російського вторгнення в Україну, Луганськ вже перебував під тимчасовою окупацією. Готуючись до поновлення активної фази бойових дій, в середині лютого 2022 року російські війська влаштували провокації, під приводом яких було оголошено у Луганську та на окупованій частині області незаконну примусову «мобілізацію» до лав діючих в регіоні незаконних терористичних збройних формувань. З поновленням активної фази бойових дій, ЗСУ починаються уражати російські військові об'єкти на території міста. 10 липня 2022 року в Луганську пролунали вибухи на російських військових складах. 13 липня 2022 року, вночі, ЗСУ нанесли авіаудар, внаслідок якого було розбито частину ППО російських проксі-військ та детонування снарядів на військовому арсеналі. Система ППО окупантів не змогла цьому протидіяти.

### Містобудування

Площа Радянська (Героїв ВВВ). Новий центр міста (1962)

Місто над Луганню

#### Середмістя
Луганськ забудовувався за системою взаємно-перпендикулярних вулиць. Англійська вулиця (нині —Даля) і Базарний майдан, а з середини XIX століття вул. Петербурзька, Казанська і Соборна площа утворили історичне середмістя.
Із наданням Ворошиловграду статусу обласного центра у 1938 році виникло питання про оновлення міста, яке розпочалося після війни.
У 1950-х роках колишню околицю міста навколо Ярмаркового майдану забудовано новими адміністративними і громадськими будівлями. Так виникає нове середмістя.

#### Житлові масиви
Спочатку Луганськ територіально поділявся на вулиці та лінії. Згодом до міста приєднані селища (Дзержинського, Косіора, Олексіївське (нині — 3-й км), Промжилстрой, Тельмана, Цимлянське, Ювілейне) і «городки» (Гостра Могила, Новий, Старий, Пархоменка, Стандартний, Чапаєва, Щорса). З 1960-х років на його карті з'явились «квартали». Відтак ціла місцевість міста у Жовтневому районі в народі отримала назву «Квартала́». З 1962 року розбудовуються квартали «Молодіжний», «Жукова», «Ватутіна». У 1960—1980-х роках в житлових масивах оселилось близько 120 тисяч городян.

#### Вулиці й квартали
В адресовому плануванні місто складається з вулиць, майданів, провулків, тупиків, кварталів та ліній.
Останні мало поширені в інших містах України. Їхнім прототипом дехто вважає аналогічну систему з 29 ліній у Петербурзі на Васильєвському острові. 48 пронумерованих луганських ліній було закладено за доби Російської імперії, як мережу умовно паралельних «вулиць», при чому кожна лінія була тільки одним боком того, що заведено називати вулицями. Сучасна система ліній, після років радянської влади, суттєво втратила свою цілісність, нумерацію ліній було зведено до вуличної, об'єднавши суміжні лінії, тож їхня кількість скоротилася вдвічі, значну частину ліній було перейменовано на вулиці на честь переважно комуністичних діячів.

## Населення

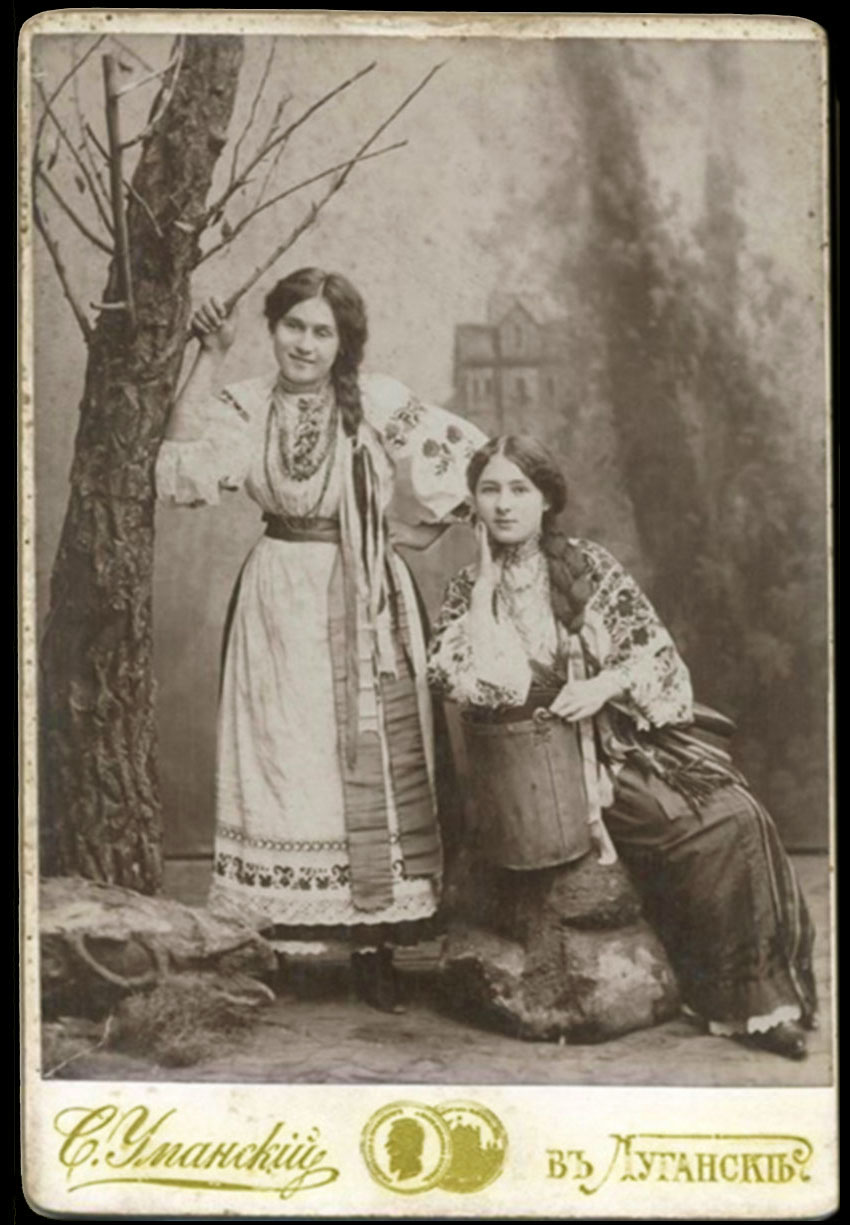
Луганки в українському вбранні (1900-ті)

Населення Луганської міської ради станом на 1 січня 2014 року становило 463 287 осіб, зокрема м. Луганська — 424 113 осіб, підпорядкованих міській раді смт Катеринівка — 16 948 тис., м. Щастя — 12 629, м. Олександрівськ — 6 596 осіб. На початку 2014 року за чисельністю населення серед міст України Луганськ посідав 11 місце.
Чисельність населення міста значно зменшилася внаслідок бойових дій на Донбасі. У листопаді 2014 року орієнтовна чисельність населення міста була на рівні 333 тис. (на 22 % менше, ніж на початку року), у грудні 2014 року — 301 тис. (на 29 % менше, ніж на початку року).
|          | 1926 | 1939 | 1959 | 1989 | 2001 |
| -------- | ---- | ---- | ---- | ---- | ---- |
| українці | 43,5 | 58,7 | 48,3 | 41,8 | 50,0 |
| росіяни  | 43,7 | 34,5 | 47,1 | 52,4 | 47,0 |
| білоруси |      | 0,5  | 1,1  |      | 0,7  |
| євреї    | 10,0 | 4,5  | 1,6  | 1,1  | ?    |

На позначення мешканців Луганська словники, зокрема ВТС СУМ, фіксують два слова: основне луганець (жін. луганка) та другорядне луганчанин (луганчанка). Оскільки при творенні похідних слів від «Луганськ» підстав для виникнення ч перед наростком -ан- на українському ґрунті немає, то назву «луганчанин» треба вважати за таку, що виникла під впливом російської мови. Тож варто надавати перевагу першому (ч. луганець та ж. луганка)..
Після захоплення Луганська у 2014 році підконтрольною Росії «ЛНР» у місті викорінюється українська мова.

## Адміністративний поділ
Територіальна громада Луганської міськради складається з 4 районів:
- Артемівський район (131 383 осіб)
  - місто Олександрівськ
    - селище Зразкове
    - селище Тепличне

  - Ювілейна селищна рада
    - смт Катеринівка
- Жовтневий район (196 943)
- Кам'янобрідський район (45 339)
- Ленінський район (89 432)

Мапа Луганської міської ради

19 жовтня 1945 року утворено Ватутінський район, згодом приєднаний до Жовтневого району.
За радянської влади планувалося виокремлення 5-го району — Зарічного (із Артемівського), за Генеральним планом передбачалося створення Олександрівського району із західної частини Артемівського та земель області.

## Економіка

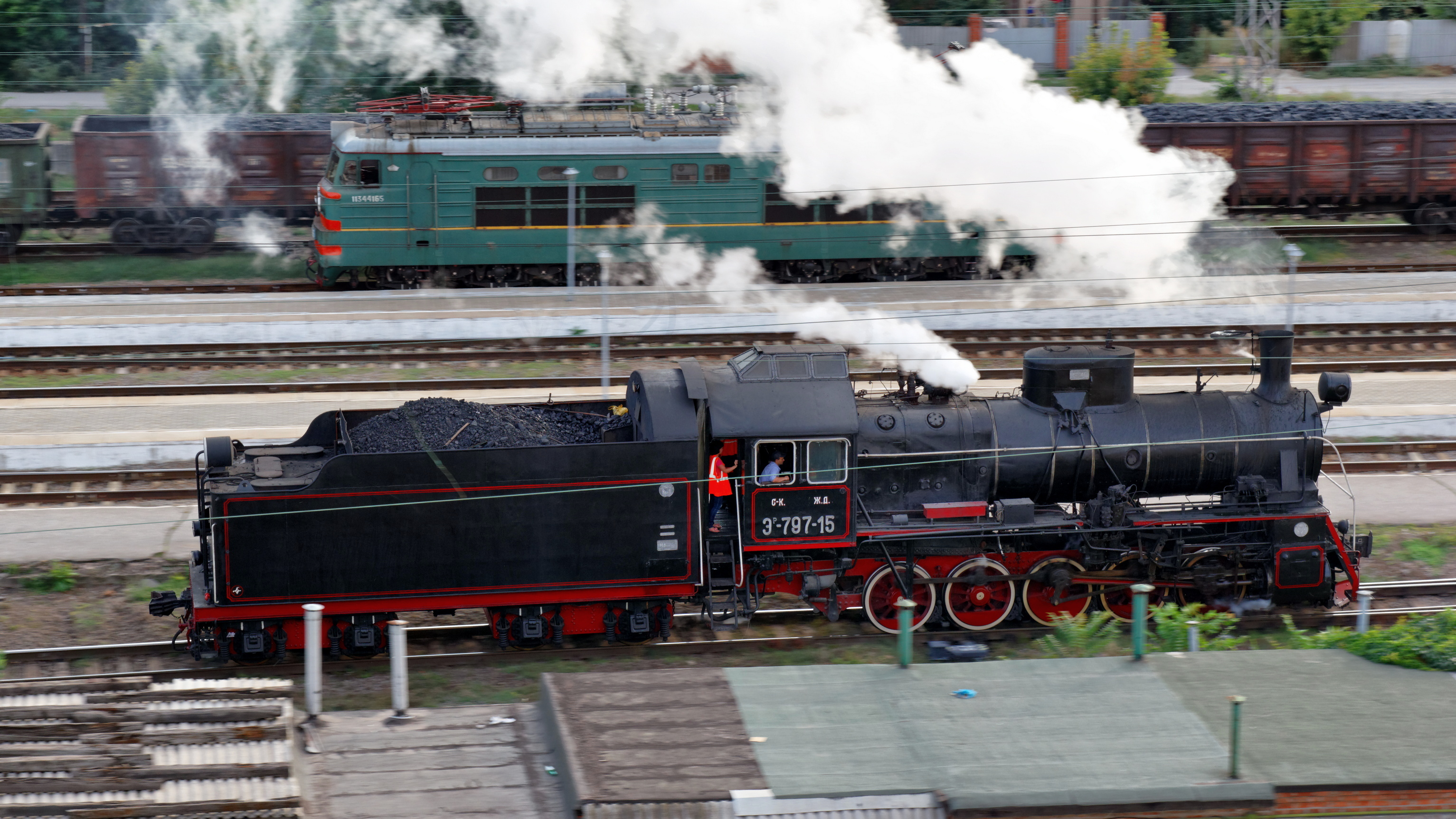
Паровоз Ер-797-15 тепловозобудівного заводу (у 1949 році був збудований 1000-й післявоєнний паровоз)

З дня заснування й особливо останні 40 років Луганськ розвивався як місто з багатогалузевою промисловістю. У структурі промисловості переважають енергомісткі і фондомісткі галузі, на їхню частку припадає найбільша частина промислово-виробничих фондів.
Провідна роль в економіці міста Луганська належить машинобудуванню, представленому Луганським тепловозобудівним заводом, Лугцентрокузом, Луганським машинобудівним заводом та іншими. У Луганську виробляються тепловози, трамваї, запасні частини для автомобілів і тракторів. Гірниче машинобудування представляє Луганський енергозавод. Серед підприємств сільськогосподарського машинобудування представлене ТОВ «НВФ „Аеромех“», один з основних заводів в Україні, що виробляє обладнання для очищення та калібрування зерна.
На підприємствах міста є достатньо виробничих потужностей для задоволення потреби жителів у продовольчих товарах і товарах першої необхідності. У місті 87 промислових підприємств. Понад половину підприємств мають недержавну форму власності.
Швидкими темпами розвивається малий бізнес. З метою прискорення структурної перебудови виробництва, перепрофілювання його на випуск нових видів продукції, упровадження нової техніки і технології виробництва Луганське відділення Державного інноваційного фонду України укладає інноваційні договори. Попри складну економічну ситуацію, промислові підприємства міста активно працюють на зовнішньому ринку.

## Інфраструктура

### Транспорт

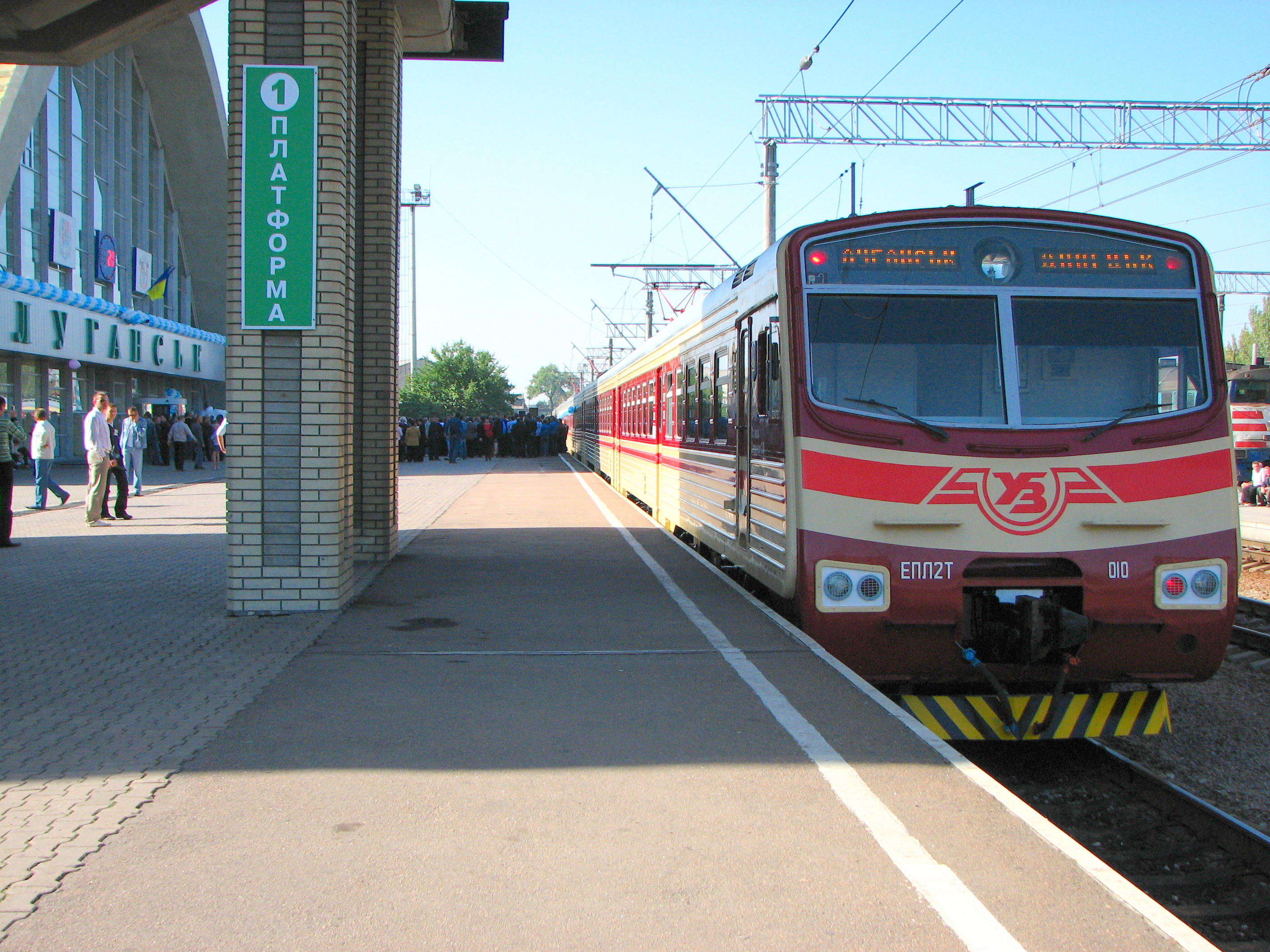
Приміський електропоїзд сполученням Луганськ — Донецьк на залізничному вокзалі (електропоїзд виготовлений на Луганському тепловозобудівному заводі

З 1964 року номери маршрутів громадського транспорту чітко розмежовані за видом транспорту, таким чином трамваї отримали номери від № 1, тролейбуси від № 51, міські автобуси від № 101, а приміські від № 151.
Станом на 2012 рік у Луганську діяло 9 трамвайних маршрутів, 5 регулярних та 1 нерегулярного тролейбусних маршрути. З літа 2014 року рух трамваїв припинено, а контактну мережу демонтовано. 5 червня 2015 року було запущено трамвай на маршруті № 5, однак, вже 7 червня рух було знову зупинено. За словами представників організації що контролює місто з 2014 року, поновлення трамвайного руху у місті не заплановано через низьку рентабельність.

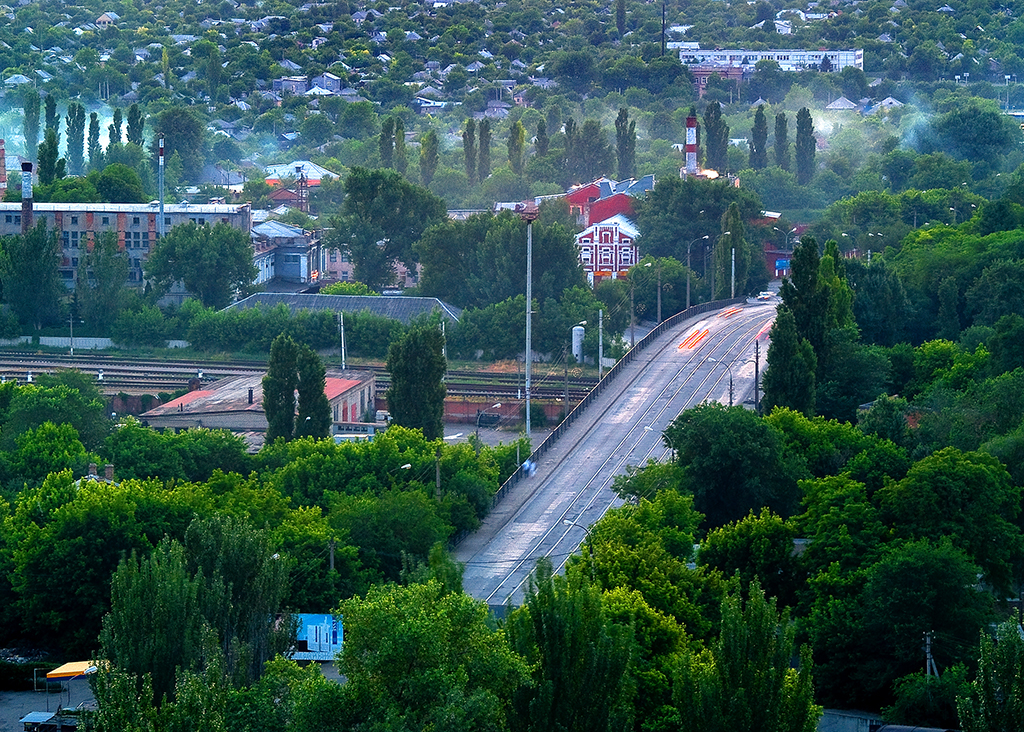
Шляхопровід біля станції

У 1878 році в місті відкрито залізничний вокзал. Під час війни на сході України регулярне залізничне сполучення стало неможливим. 20 листопада 2014 року «Укрзалізниця» скасувала поїзд спооученням Київ — Луганськ. Проте 28 березня 2015 року бойовики так званих «ДНР» і «ЛНР» запустили приміський електропоїзд сполученням Ясинувата — Луганськ через Єнакієве, Дебальцеве.
5 грудня 1964 року, за 8 км від міста, відкритий місцевий аеропорт, що сполучав місто 15-ма рейсами по області, а також із Бердянськом, Вінницею, Донецьком, Дніпром, Запоріжжям, Києвом, Львовом, Москвою, Одесою, Ростовом-на-Дону, Сімферополем, Харковом та Херсоном. Станом на 28 вересня 2013 року мережа авіаперельотів значно скоротилася та наразі регулярні перельоти відбувалися з Луганська лише до Москви (UTair) й Києва (ЮТейр-Україна), на літній період налагоджувалося сполучення з Анталією (Туреччина), Солунню (Греція), відбувалися чартерні перельоти. Розташований на південь від міста. З грудня 2009 року був базовим аеропортом авіакомпанії «UTair-Україна». Міжнародний аеропорт закритий з 11 червня 2014 року через бойові дії.
Луганською кільцевою дорогою пролягає найдовша європейська автомагістраль E40. Міжобласні та міждержавні пасажирські перевезення (до 2014 року) забезпечувалися залізничним та автобусним сполученням із залізничного та автобусного вокзалів. Окремі приміські автобусні маршрути вирушають з автостанцій та стихійних кінцевих зупинок:
| Назва            | Автовокзал                                                                               | АС-2 [інформація потребує оновлення]                                                                              | АС-3 | — | —                                                                                                | — | — |
| ---------------- | ---------------------------------------------------------------------------------------- | --- | --- | --- | ------------------------------------------------------------------------------------------------ | --- | --- |
| Розташування     | Вул. Оборонна 28 48°32′42″ пн. ш. 39°20′04″ сх. д. / 48.544981° пн. ш. 39.334466° сх. д. | Біля будівлі старого залізничного вокзалу 48°34′21″ пн. ш. 39°16′50″ сх. д. / 48.572433° пн. ш. 39.280672° сх. д. | На кільці кв. 50-річчя Жовтня, виїзд з міста на Біловодський шлях 48°34′27″ пн. ш. 39°24′08″ сх. д. / 48.574052° пн. ш. 39.402187° сх. д. | Біля Луганського Базару (Пархоменка) 48°34′02″ пн. ш. 39°17′10″ сх. д. / 48.567151° пн. ш. 39.28623° сх. д. | Біля Центрального базару 48°33′56″ пн. ш. 39°18′09″ сх. д. / 48.565419° пн. ш. 39.302623° сх. д. | На естакаді залізничного вокзалу 48°34′31″ пн. ш. 39°17′20″ сх. д. / 48.575173° пн. ш. 39.288805° сх. д. | Під естакадою залізничного вокзалу 48°34′28″ пн. ш. 39°17′20″ сх. д. / 48.574421° пн. ш. 39.288805° сх. д. |
| Основні напрямки | Усі напрямки                                                                             | Приміські | Кінцева зупинка для автобусів до Станиці Луганської і прилеглих населених пунктів; зупинка для автобусів у біловодському напрямку         | Алчевське (11 ₴), Попасна, Первомайське, Перевальське (11 ₴)                                                | Приміські                                                                                        | Краснодон, Ізварине                                                                                      | Лутугине, Успенка, Біле, Білоріченський, Врубівський                                                       |

Дорожній рух регулюють сотня світлофорів.

### Сфера послуг
До 2014 року медичну допомогу населенню міста надавала 41 медична установа, у тому числі 35 лікувально-профілактичних.
Найвідомішим медичним закладом є Луганська обласна фізіотерапевтична поліклініка імені професора О. Ю. Щербака. Створення водолікарні у Луганську датується 1926 роком, розташована у Ленінському районі Луганська на вулиці Володимира Даля, у так званому Старому місті. Будівля сучасної водолікарні була споруджена на початку 1880-х років XIX століття для Гірничого відомства. Будівлю побудовано в стилі ампір.

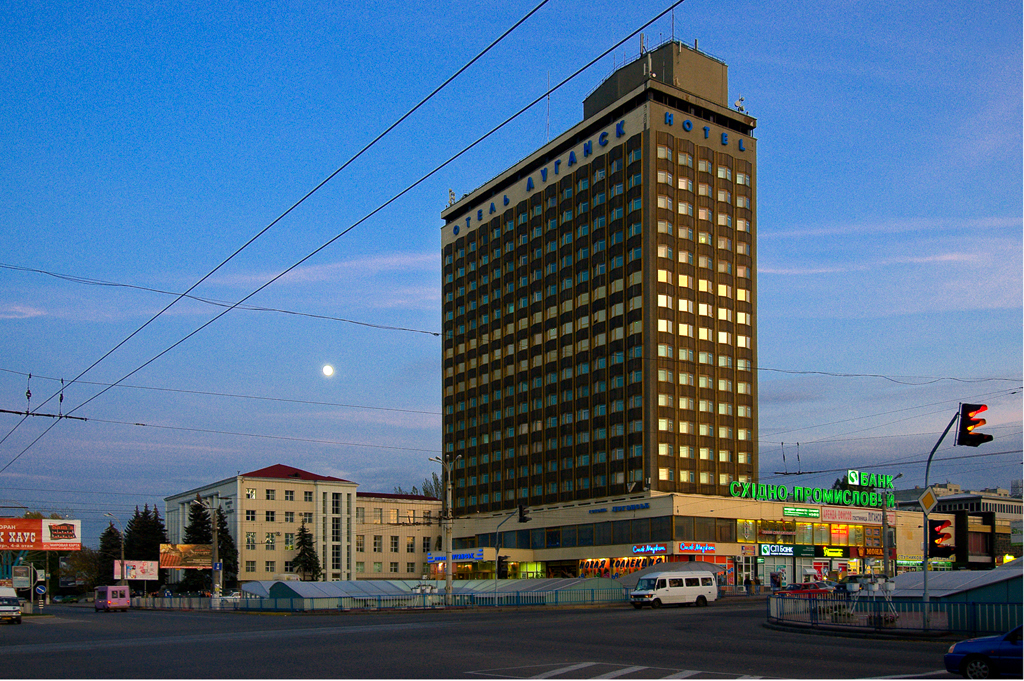
Готель «Луганськ»

Один з найвідоміших готелів Луганська — Готель «Україна» (48°34′36″ пн. ш. 39°17′44″ сх. д. / 48.576664° пн. ш. 39.295692° сх. д., колишній «Жовтень», «Москва») зведено у 1947—1951 роках архітектором Йосипом Каракісом, за допомогою полонених німців, як робочої сили. Останній факт став приводом для популярної серед луганців оповіді про те, що готель своїм незвичним для радянської доби, ледве не готичним виглядом завдячує саме німцям. Інші популярні готелі — «Турист», «Еліт-комфорт», «Гостинний двір», «Дружба», «Ініціал» тощо.

### Загальноосвітні установи

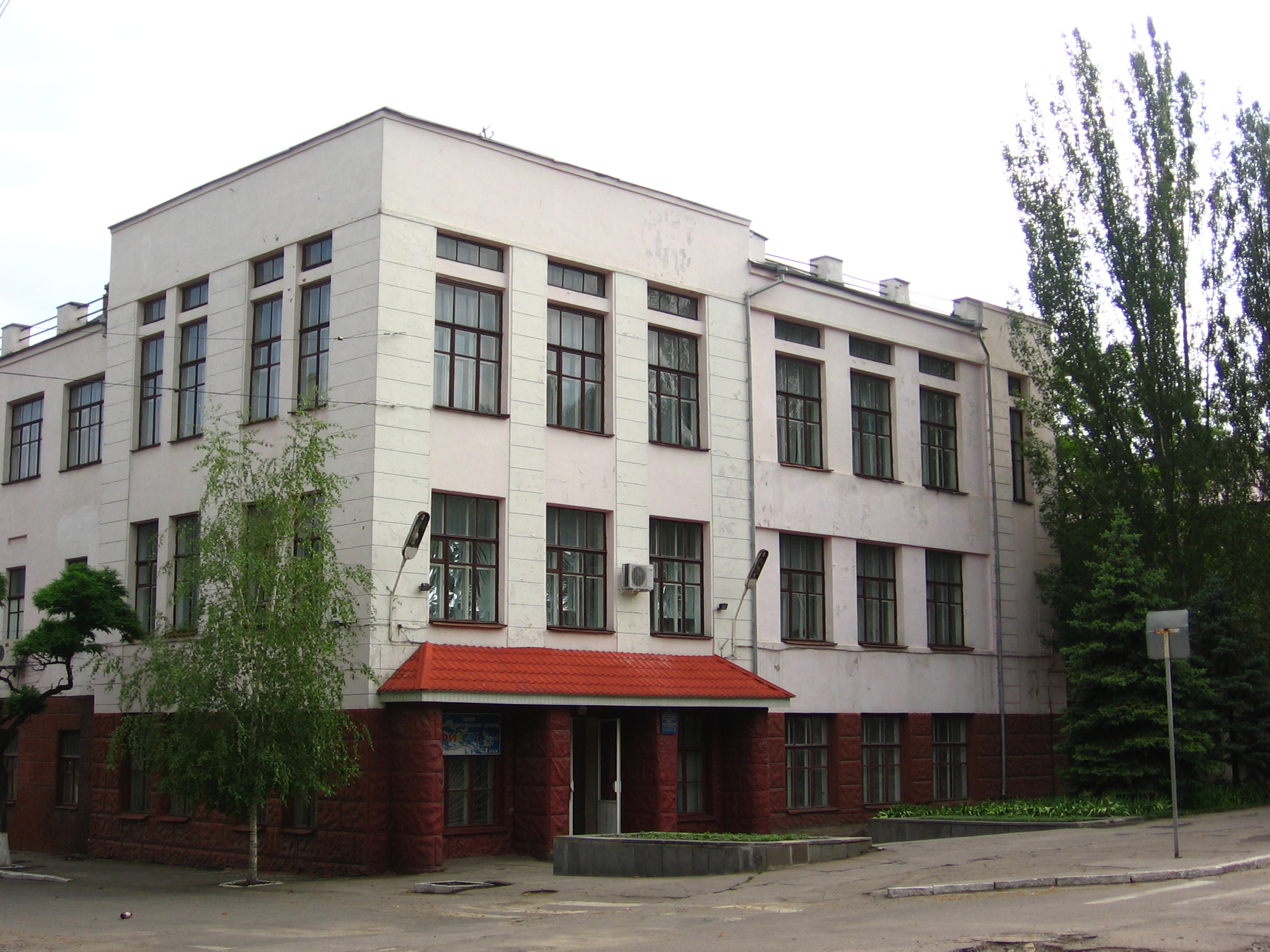
Середня загальноосвітня школа № 2

На 2010 рік майже в усіх школах навчання провадилось російською мовою. Викладання українською мовою здійснювалось у трьох школах, розташованих на околиці міста (школи № 21, № 31 та № 59), де загалом навчалось 845 учнів Загалом в українських класах на 2010 рік мало змогу навчатися лише 13 % учнів, у російських — 87 %. Міносвіти України та обласна адміністрація часто спричиняли тиск на батьків задля обрання ними викладання російською мовою.
В історичні перспективі розподіл мов часто був і протилежним. Зокрема, в 1935 році в Луганську було 25 шкіл, з них 22 були україномовними і лише 3 — російськомовними).

### Заклади вищої освіти

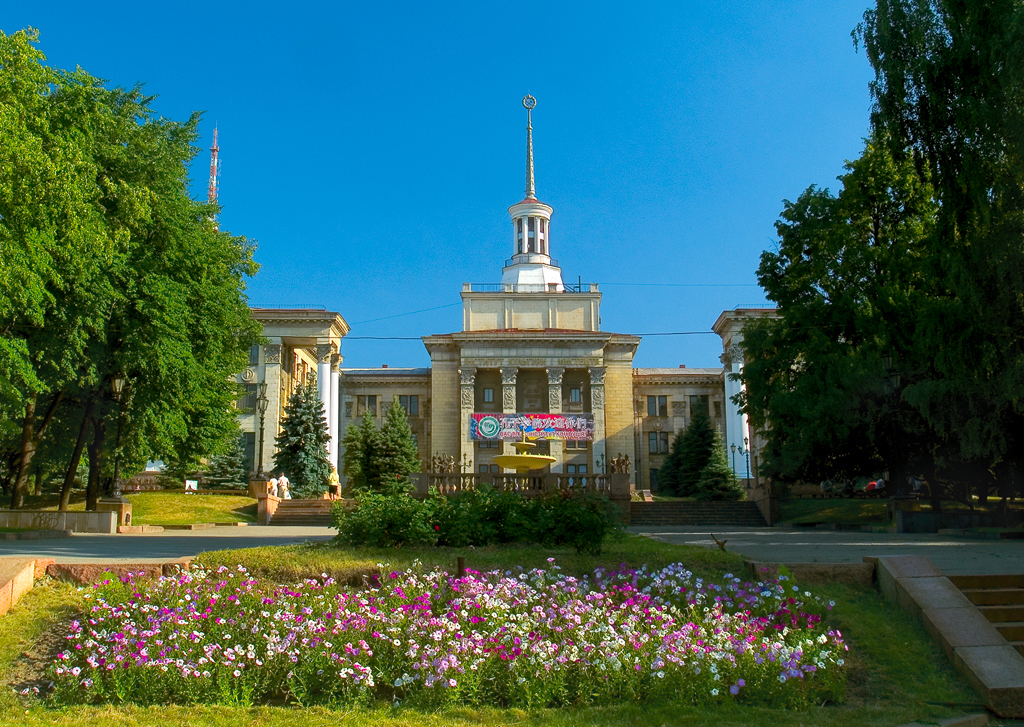
Інститут культури і мистецтв ЛНУ імені Тараса Шевченка

1920-ті роки закладають основу вишів міста. Професорами Луганського шевченкового університету були як племінник Михайла Грушевського — історик Сергій Грушевський, страчений на Сандармохові 1937 року, так і Максим Бернацький, згодом редактор міської газети при німецькій націонал-соціялістичній владі.
Підготовку фахівців різних професій здійснюють 5 вишів, два з яких (Луганський університет імені Тараса Шевченка та Східноукраїнський університет імені Даля) є класичними, 14 середніх спеціальних закладів, 18 закладів профтехосвіти.
На початку XXI століття Луганські ВНЗ були особливо привабливими для іноземних студентів, завдяки чому місто посідало сьому за популярністю сходинку серед усіх міст України, поступаючись лише Києву, Львову, Харкову, Одесі, Донецьку та Дніпру. Зокрема, у Луганському державному медичному університеті на 2010 рік навчалося більше іноземних студентів, аніж у будь-якому іншому виші України. Популярні також університет внутрішніх справ, Аграрний університет і Луганська державна академія культури та мистецтв.

## Спорт

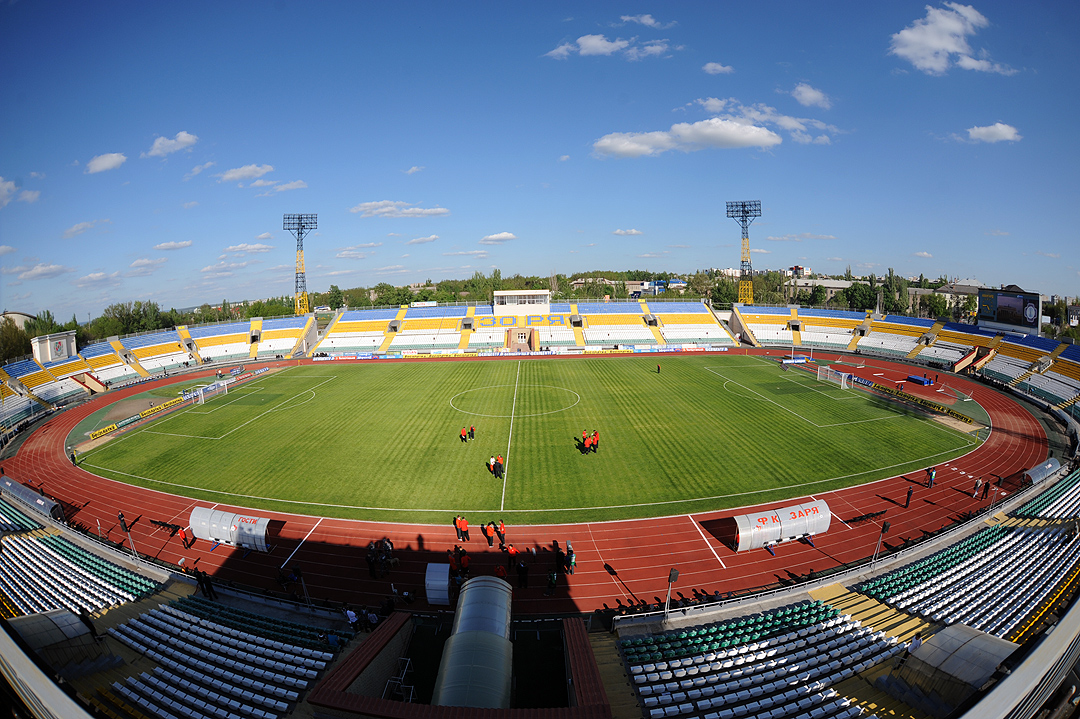
Стадіон «Авангард» домашній стадіон футбольного клубу «Зоря»

В Луганську 6 стадіонів (найвідоміший — «Авангард») і спорткомплексів, 127 спортзалів. Серед футбольної спільноти місто відоме виступами клубу «Зоря», що брав участь у змаганнях найвищого рівня чемпіонатів України та СРСР, а також у міжнародних турнірах. Крім того, в Луганську знаходяться басейни (найвідоміший — «Юність»), дві льодових ковзанки («Пінгвін» та «Полюс»), у 2012 році відкрито палац спорту місткістю в 2500 людей. 2013 року відкрито льодову арену за програмою «Хокей України». За часів СРСР успіхів досягав баскетбольний клуб «Спартак».

## Культура

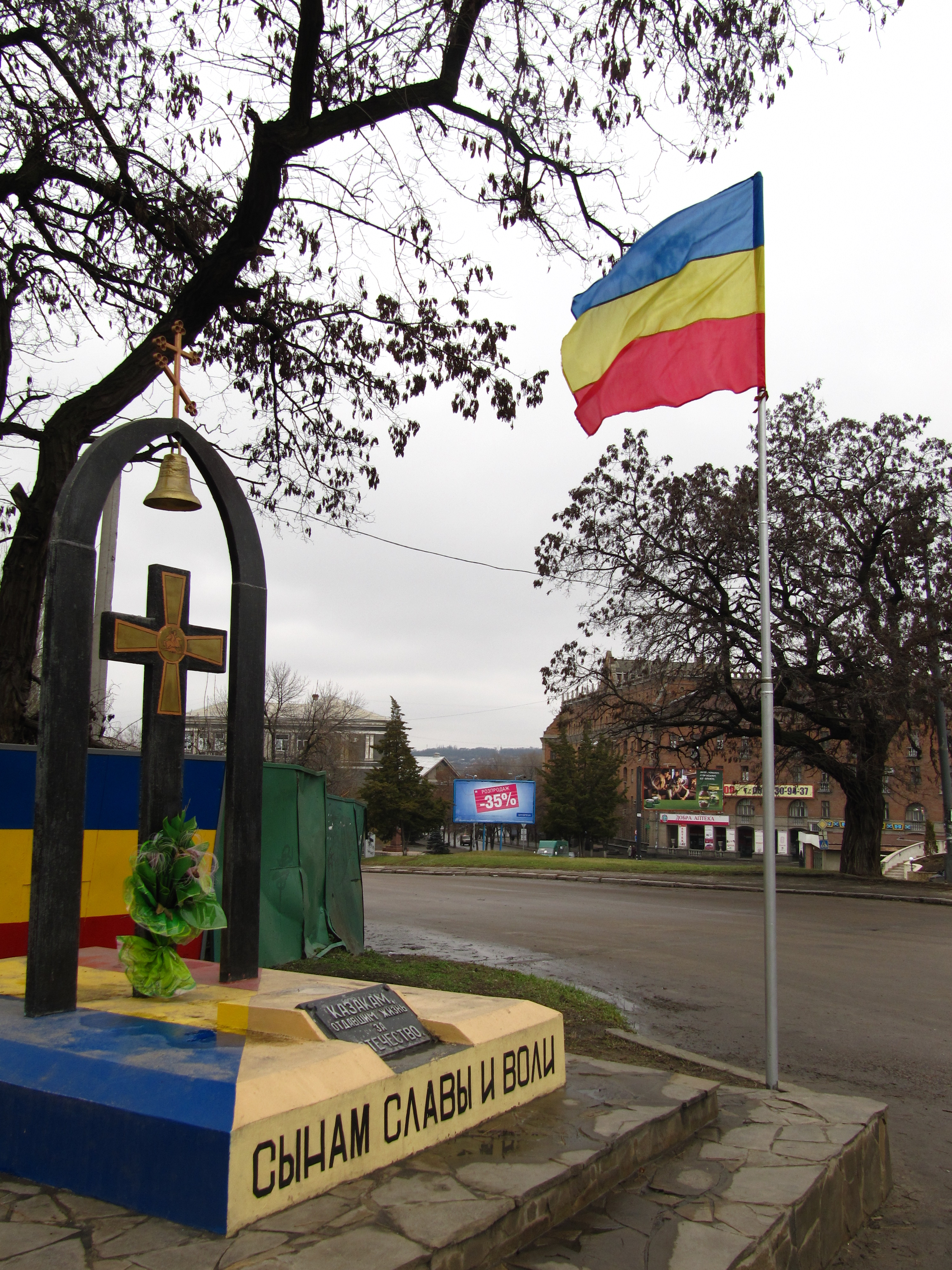
Пам'ятник донським козакам біля зруйнованої комуністами Казанської церкви

### Театри
- Луганський обласний академічний український музично-драматичний театр (вул. Оборонна, 11).
- Луганський академічний обласний театр ляльок (вул. 16-та лінія, 7-Б).
- Луганський академічний обласний російський драматичний театр (вул. Коцюбинського, 9-А).

### Музеї
- Луганський обласний краєзнавчий музей, колекція якого поповнюється від 1920 року (вул. Шевченка, 2).
- Музей історії та культури Луганська. Біля входу — експозиція старовинних гармат, зроблених на Луганському ливарному заводі (вул. Карла Маркса, 30).
- Луганський обласний художній музей (вул. Поштова, 3).
- Авіаційно-технічний музей. Один із трьох таких в Україні. Створений на основі ЛВВАУШ (Луганського вищого військового авіаційного училища штурманів). У ньому зібрано майже всі моделі бойових літаків Військово-повітряних сил України. Чимала частина привезених експонатів транспортувалася в розібраному стані (частин, розібраних автогеном), після чого їх знову відновлювали на місці. Деякі моделі були доставлені своїм ходом[59] (містечко Гостра Могила).
- Музей Володимира Даля, біля якого встановлений пам'ятник Далю (вул. Володимира Даля, 12).

### Інші заклади культури
- Філармонія (вул. Леніна, 23).
- Луганський державний цирк (вул. Херсонська, 11).
- Кінотеатр «Мир».
- Кінотеатр «Україна».
- 32 міські бібліотеки.
- 28 будинків культури і клубів.
- 10 музичні і художні школи.

### Пам'ятки та цікаві місця

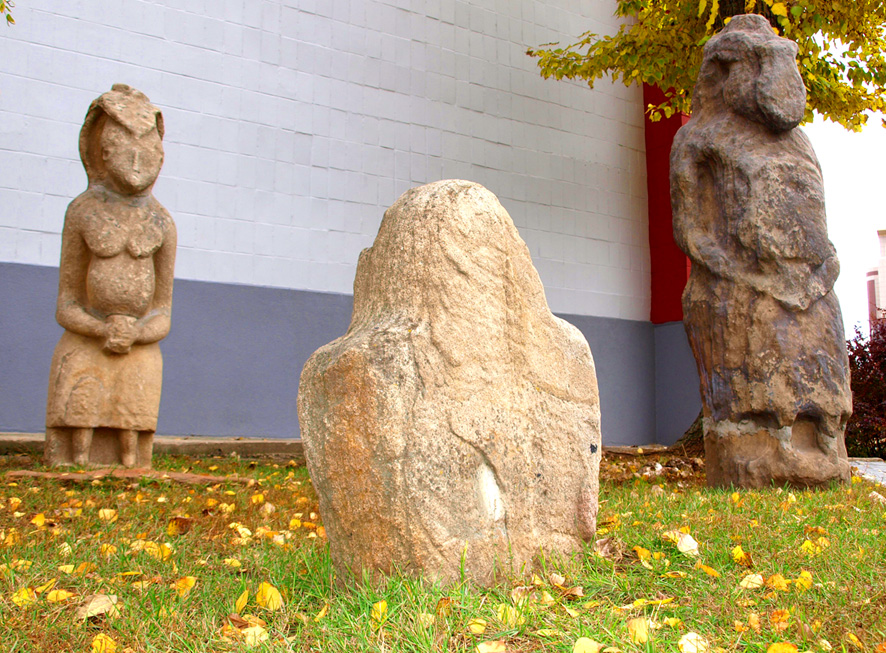
Парк-музей кам'яних баб (кампус Луганського університету)

- Свято-Вознесенський собор та панський маєток 1772 року в Олександрівці.
- Парк-музей кам'яних баб в сквері Луганський національний університет імені Тараса Шевченка.
- Петропавлівська церква. Початково дерев'яна, збудована у 1761 році. 1905 року на тому ж місці зведена кам'яна церква. У 1920—1930-ті роки у конфіскованому храмі влаштували кінотеатр «Безбожник». Після радянської боротьби з релігією була суттєво зруйнована, та побудована фактично наново. Розташована в Кам'янобродському районі[60].
- Житловий будинок (XIX століття), вул. Даля, 7 (нині тут розташована поліклініка «водолікарня»).
- Художня галерея (вул. Шевченка, 4).
- Жіноча гімназія (XVIII століття побудови), вул. Поштова, 5 (нині — середня школа).
- Меморіал «Гостра могила» — місце запеклих боїв денікінців з Червоною армією в період з 21 квітня по 25 травня 1919 року. З 26 лютого 1980 року — заповідний об'єкт зі статусом «парк-пам'ятка садово-паркового мистецтва».
- Будинок Васньова.
- Сквер пам'яті.

### Назви вулиць
Станом на 2009 рік Луганськ має специфічні назви вулиць, що не існують в інших містах України та є протизаконними, оскільки суперечать чинному закону «Про мову в Українській РСР»:

| Стаття 38. Мова топонімів і картографічних видань В Українській РСР топоніми (назви населених пунктів, адміністративно-територіальних одиниць, вулиць, майданів, річок і тощо) утворюються і подаються українською мовою. |
Відповідно з рішенням шостої сесії Луганської міськради 24-го скликання від 24 грудня 2002 року, офіційні українські назви значної кількості вулиць і провулків, навіть тих, що питомо українського походження, перетворені на назви російською мовою, записані українськими літерами, зокрема:
| Провулки - 18-го Партс'єзда, - 1905 года, - 1-й Бєлорусскій, - 1-й Кірпічний, - 5-й Садовопроєздной, - Сєвєрозападний, - Братьєв Сєродєдєнко, - Кримскій, - 1-й Товаріщєскій, - 1-й Пятілєткі, - Астрономічєскій; | Вулиці - Савєтская, - 300-лєтія Воссоєдінєнія, - 40-лєтія Октября, - 50-лєтія Образованія СССР, - Лучістая, - Звьоздная, - Самольотная, - 2-я Ізвєстковая, - Тіхоокєанская, - Камєнная, - Опитноє полє, - Олександра Нєвского, - Юних Піонєров, - Маяковского; | - Революції, - Паріжской Коммуни, - Квіткі-Основ'янєнко, - Коцюбінского, - Гулака-Артємовского, - Грушевского, - Кармєлюка, - О. Кобилянской, - П. Мірного, - Остапа Вишні, - Украінская, - Шевчєнко Т. Г., - Шевчєнко В. В., - Лесі Українкі; | Квартали - Дзєржинского, - 50-лєтія Октября, - Гєроєв Брєстской крєпості; тупики: - 6-й Короткій, - Бєлая Будка тощо. |

Проте, «перекручені» назви так і не прижилися. Наприклад, вулиця Совєтская в рекламі, на дороговказах, вивісках називається Радянська, Совєтська, Советська. Лише в офіційних документах специфічні назви вживають доволі послідовно. Останнім часом подібні незаконні випадки в Луганській області дедалі частішають, особливо щодо назв населених пунктів, серед них — Сіверодонецьк (нині як «Сєвєродонецьк») та Ірмине (нині як «Ірміно»).

## Релігія

### Загальна характеристика

Свято-Троїцький кафедральний собор ПЦУ

Найбільших втрат релігійне життя міста зазнало за радянської доби, а власне у 1930-ті роки, коли було цілком зруйновано чи щонайменше понівечено геть усі релігійні (не лише православні) споруди міста Луганського. Єдиною залишеною церквою в околиці є Свято-Вознесенська церква, яка збереглась в містечку-сателіті Олександрівці, що нині підпорядковане Луганській міській раді.
У 2010-ті роки абсолютну більшість православних парафій міста утримує Московський патріархат.

### Релігійні заклади

#### Православна церква України
У Луганську існували і громади українських незалежних церков (УПЦ КП та УГКЦ), що зазнавали постійних нападів з боку СБУ та інших державних структур. За 2011—2013 роки на вул. Короленка 92 зведено Свято-Троїцький кафедральний собор, який було урочисто освячено 20 липня 2013 року Патріархом Київським і Всієї Руси-України Філаретом. Поруч побудовано єпархіальне управління.. Окрім нього, на території міста були дві менші церкви УПЦ КП (2009): Храм «Воздвиження Чесного Животворчого Хреста Господнього» (за адресою вул. Урицького, 80г) та храм Михаїла-Архангела, що знаходиться у Малій Вергунці на вул. Ленінградській.

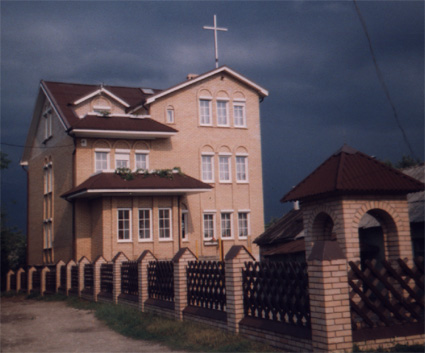
Римо-католицька каплиця Різдва Пресвятої Діви Марії на вул. Мергельній, 102

#### Українська греко-католицька церква
На межі 1980—1990-х років у Луганському (Ворошиловградському) ВВАУШі (вище військове авіаційне училище штурманів) на військовій службі фельдшером перебував майбутній предстоятель Української греко-католицької церкви Святослав Шевчук.
Станом 2013 рік найактивнішою греко-католицькою громадою міста є Храм «Царя Христа», парохом якої є о. Михайло Ющишин — знаходиться за адресою вул. Баумана, 35. Подібно до церков УПЦ КП є осередком для патріотичної громади Луганська.

#### Римокатолицька церква
Римо-католики у Наталівському провулку. Більшовики заснували громаду 1902 року. Костел звели 1904 року, закрили його 1929 року. Парафіянами є українці, поляки.
Завдяки популярності Луганська як університетського міста серед іноземців, частину прихожан-католиків становлять також студенти з Нігерії, Індії та інших країн. Служби проводяться англійською, російською та французькою мовами.
У Луганську діє Каплиця Різдва Пресвятої Діви Марії

#### Іслам
У місті діє Луганська соборна мечеть.

#### Іудаїзм
На рубежі XIX—ХХ століть у місті було збудовано три синагоги: Хоральна (головна), Литовська на вул. Банківській і Реміснича на вул. Конюшенній (нині — Луначарського). Усі синагоги зруйновані.

### Культові споруди Луганська
|                                                             |
| Свято-Миколаївський храм, зруйнований комуністами у 1930-ті |

|                                           |
| Свято-Вознесенський собор в Олександрівці |

| |
| Вірменська церква на вул. Червоноармійській, новобуд 48°34′42.43″ пн. ш. 39°19′29.78″ сх. д. / 48.5784528° пн. ш. 39.3249389° сх. д. |

|                                                          |
| Храм ікони Божої Матері «Умиління» УПЦ МП у центрі міста |

|                  |
| Колишня синагога |

## Засоби масової інформації

### Телебачення

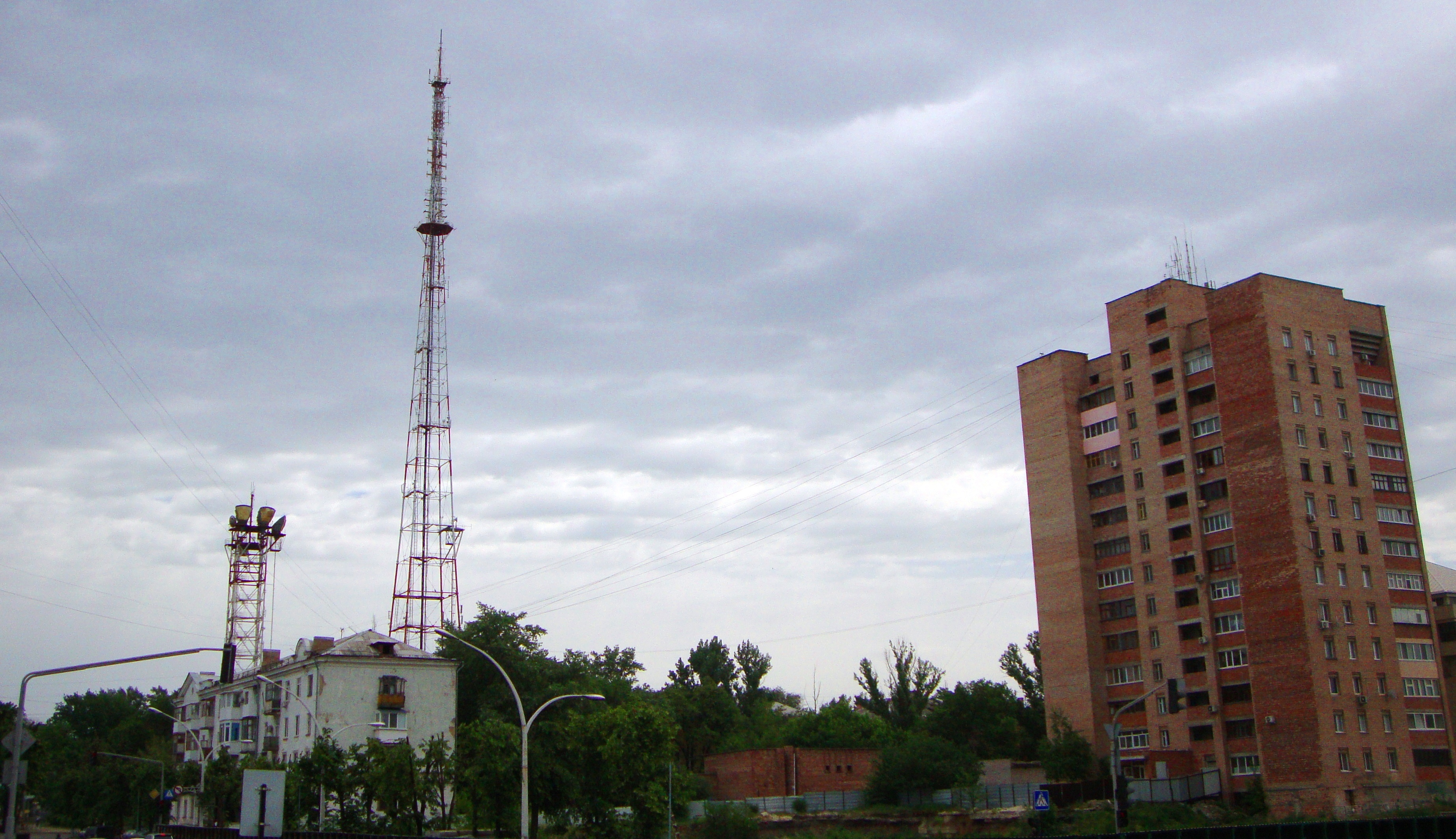
Луганська телевежа

Медійний простір Луганська представлений місцевими телеканалами («Ірта», «ЛОТ», «ЛКТ»), радіостанціями та газетами. Станом на 2013 рік у місті працювала Луганська обласна державна телерадіокомпанія.

### FM-радіостанції
Через окупацію міста мовлення всеукраїнських и регіональних радіостанцій припинено.
| №п/п | Частота, МГц | Назва                                    | Потужність, кВт | Адреса вежі          | Передавач            |
| ---- | ------------ | ---------------------------------------- | --------------- | -------------------- | -------------------- |
| 1    | 90.8         | Перець FM                                | 1               | вул. Херсонська, 7-А |                      |
| 2    | 91.3         | Люкс FM                                  | 0.5             | вул. 21-го МЮДа 205  | СХ Радіоцентр ЛФКРРТ |
| 3    | 100.4        | Radio ROKS                               | 1               | вул. 21-го МЮДа, 205 | СХ Радіоцентр ЛФКРРТ |
| 4    | 101.1        | Радіо П'ятниця                           | 1               | вул. Демьохіна, 25   | ЛФКРРТ               |
| 5    | 102.3        | NRJ                                      | 1               | вул. 21-го МЮДа 205  | СХ Радіоцентр ЛФКРРТ |
| 6    | 102.9        | Радіо Байрактар (план)                   | 1               | вул. 21-го МЮДа, 205 | СХ Радіоцентр ЛФКРРТ |
| 7    | 103.6        | Українське радіо Українське радіо. Пульс | 1               | вул. Демьохіна, 25   | ЛФКРРТ               |
| 8    | 104.0        | Хіт FM                                   | 1               | вул. 21-го МЮДа, 205 | СХ Радіоцентр ЛФКРРТ |
| 9    | 104.8        | Європа Плюс Луганськ                     | 0.5             | вул. 21-го МЮДа, 205 | СХ Радіоцентр ЛФКРРТ |
| 10   | 105.5        | Radio Shanson                            | 1               | вул. Демьохіна, 25   | ЛФКРРТ               |
| 11   | 106.1        | Наше радіо                               | 1               | вул. 21-го МЮДа, 205 | СХ Радіоцентр ЛФКРРТ |
| 12   | 106.5        | Країна ФМ                                | 1               | вул. Херсонська, 7-А |                      |
| 13   | 106.9        | Kiss FM                                  | 1               | вул. Демьохіна, 25   | ЛФКРРТ               |
| 14   | 107.3        | Радіо НВ (план)                          | 1               | вул. 21-го МЮДа, 205 | СХ Радіоцентр ЛФКРРТ |

### Преса
У Луганську друкувалося понад 25 газет і журналів. На звання найдавнішої з нинішніх місцевих газет претендує «Луганская правда» (або «Ворошиловградська правда», відповідно до назви міста на той час), що видається з 1917 року і прнині. Газета розповсюджується російською мовою, єдиним періодом, коли вона виходила українською, була доба радянської українізації.
Як державні (обласні та міські), так і приватні газети, видаються російською мовою, лише іноді з україномовними статтями.

## Міська символіка

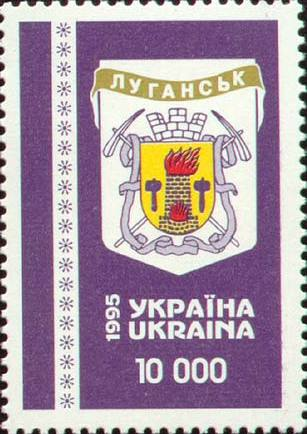
Марка Укрпошти із серії «Герби міст України» — «Луганськ» (1995)

Символами міста є прапор та герб. Герб Луганська спочатку з'явився як герб чавуноливарного заводу. 22 квітня 1903 повітове місто Луганськ, центр Слов'яносербського повіту Катеринославської губернії отримав власний герб. У 1992 (за іншими даними 1991) році знову був затверджений герб періоду Російської імперії. У золотому щиті чорна із золотими швами домна з червленим полум'ям, супроводжувана праворуч і ліворуч двома чорними молотками. У вільній частині щита герб Катеринославської губернії. Щит увінчаний срібною баштовою короною з трьома зубцями. За щитом покладені хрестоподібно сталевого кольору кирки, з'єднані Олександрівською стрічкою.
Прапор міста Луганська з'явився 1995 року, коли було утверджено герб міста.
2006 року планувалося також затвердження гімну Луганська, та через те, що текст був написаний українською мовою, а не російською, бо розроблявся ще за минулого міського голови, було ухвалено рішення про ухвалення відкласти
У вихідні дні, в середині вересня, святкується день міста. За часів СРСР Луганськ отримав дві високі нагороди: Орден Жовтневої Революції та Орден Червоного Прапора.

## Міжнародна співпраця

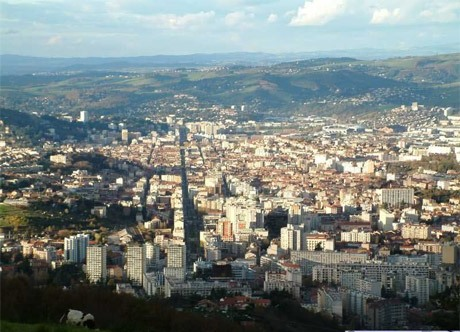
Панорама французького Сент-Етьєна — міста-побратима Луганська

До 2014 року Луганськ мав економічні, культурні та інші зв'язки з містами-побратимами. На 2014 рік містами-побратимами Луганська були:
- Дацін, КНР
- Кардіфф, Уельс, Велика Британія
- Перник, Болгарія
- Сент-Етьєн, Франція
- Секешфегервар, Угорщина

Міста-партнери:
- Вансбру, Швеція
- Люблін, Польща
- Ростов-на-Дону, Росія

У минулому в Луганську діяли консульства: Грузії, Угорщини та Болгарії.

## Відомі особи

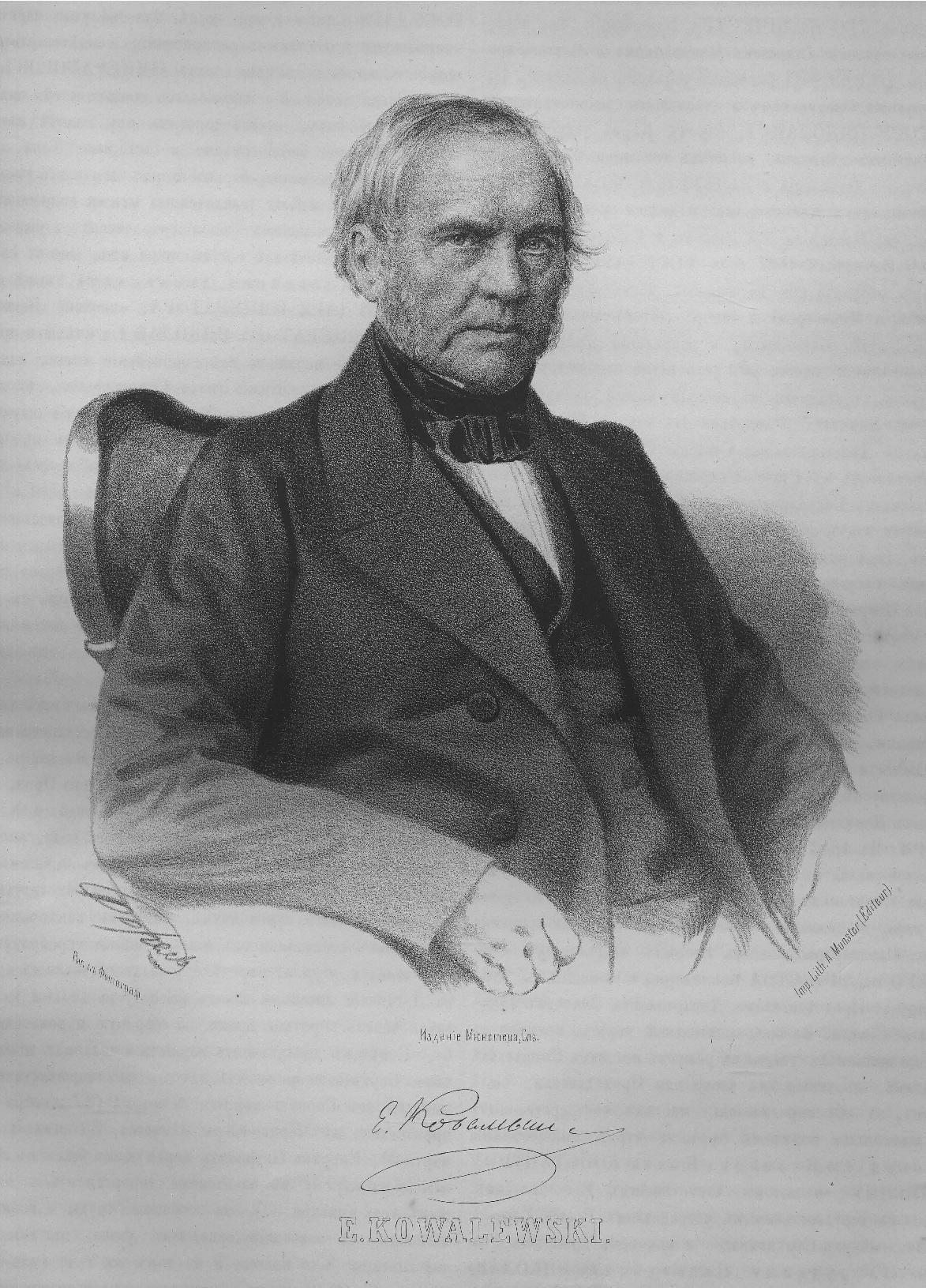
Євграф Ковалевський впровадив термін «Донецький басейн»

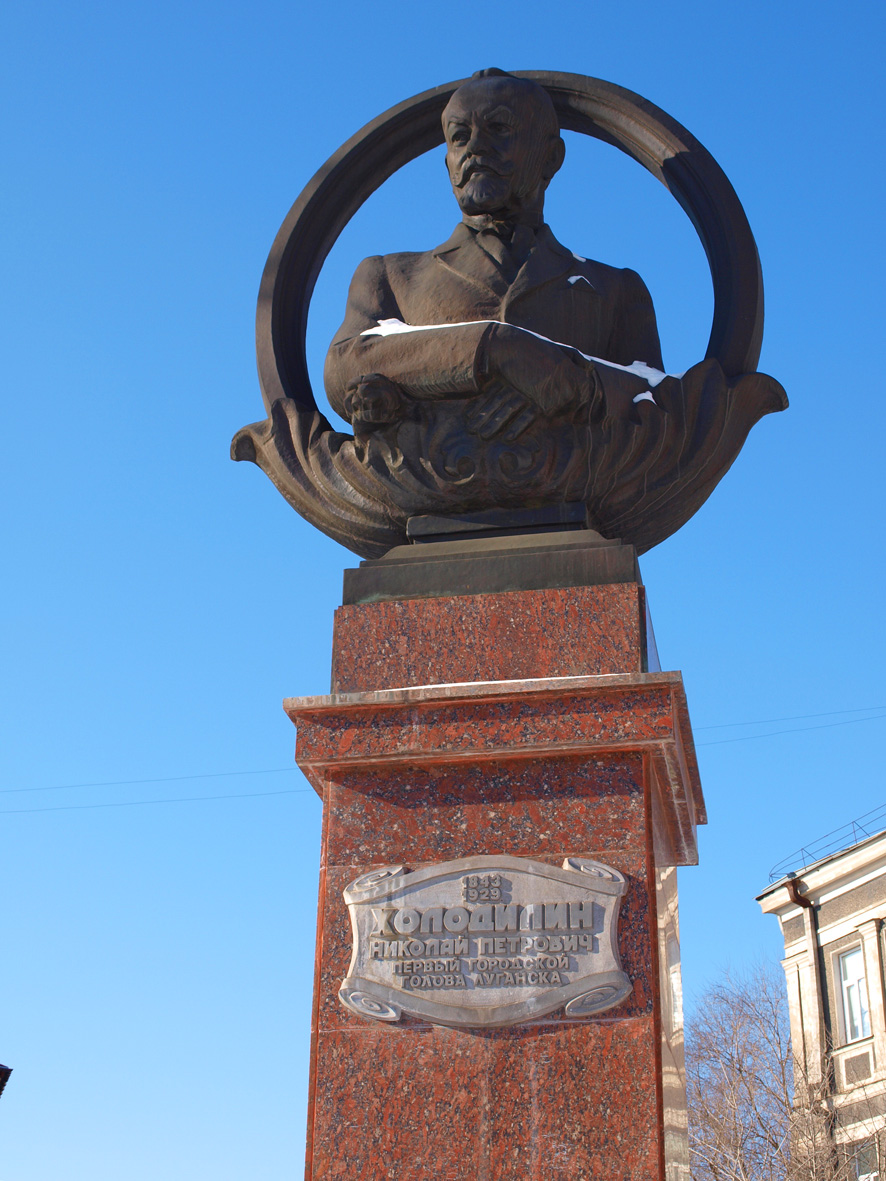
Бюст Миколи Холодиліна, першого міського голови Луганська (на вулиці Пушкіна)

### Народилися
- Абакуменко Олексій — військовий льотчик.
- Агопов Володимир — фінський композитор.
- Бубка Сергій — легкоатлет.
- Даль Володимир — український та російський письменник і лексикограф.
- Єненко Юрій — лікар, письменник і культурний діяч. Заснував альманах «Бахмутський шлях», відновив Народний меморіально-літературний музей Бориса Грінченка, вів радіопередачі «Літературна карта Донбасу», доклав зусиль на створення міського Українсько-канадського центру «Відродження».
- Завацька Наталія Євгенівна — доктор психологічних наук, професор, заслужений діяч науки і техніки України[71].
- Іванов Петро — український поет, перекладач.
- Жадан Іван — український і російський оперний співак, тенор.
- Карабай Яків Аристовулович  — головний військовий лікар Української Народної Республіки (1918), заступник голови Української Санітарно-Хартитативної Служби.
- Косач Юрій — український кінознавець.
- Мальцев Валентин Олександрович (1927—2004) — диригент, педагог, композитор, майстер хорового мистецтва, художній керівник хору Укртелерадіо, заслужений артист України.
- Нетруненко Артем Віталійович (псевдо «Умар Валькірія») — герой АТО. Боєць батальйону «Айдар» Збройних сил України. Мав історичну освіту, закінчив Луганський педагогічний університет. Загинув у боях під Луганськом.
- Першин Володимир Леонідович — український державний діяч, перший заступник голови Рахункової палати України.
- Рибальченко Микола — український маляр, заслужений діяч мистецтв України.
- Ситник Костянтин — український науковець, ботанік, академік НАН України.
- Скритуцький Костянтин — дизайнер та скульптор. Автор Пейзажної алеї та скульптури Їжачка в тумані (Київ).
- Чекменьов Олександр — фотомайстер, фотокореспондент.
- Темник Юрій — краєзнавець Луганщини.
- Юлдашєв Темур  — український військовик, спортсмен, майстер спорту міжнародного класу з Паверліфтингу. Командир спецбатальйону патрульної служби міліції «Темур». Загинув від кулі снайпера в бою за висоту Савур-Могила.
- Алла Петрівна Салімон (6.09.1949) — директор Градизької гімназії імені Героя України О. Білаша що в Полтавській області, учитель вищої кваліфікаційної категорії, Відмінник освіти України, Заслужений працівник освіти України, Кавалер ордена княгині Ольги ІІІ ступеня.

### Пов'язані з містом
- Брумель Валерій Миколайович — легкоатлет.
- Голобородько Василь Іванович — письменник. Лауреат Національної премії ім. Т. Г. Шевченка.
- Голубович Михайло Васильович — театральний та кіно-актор.
- Жадан Сергій Вікторович — український письменник, автор роману «Ворошиловград».
- Каракіс Йосип Юлійович — архітектор "готелю «Україна».
- Ковалевський Євграф — російський і український вчений, державний діяч Російської імперії. Гірничий інженер, директор Гірничого корпусу. Зі старшинського роду запорозьких козаків Ковалевських. Працював на Луганському ливарному заводі.
- Малашко Микола Васильович — очолював Повітову Луганську Раду за доби Української революції.
- Овчаренко Ілля Пантелійович — скульптор. Автор пам'ятників: Володимиру Сосюрі (Лисичанське, 1966), «Україна — визволителям» (Мілове, 1972), Володимиру Далю (Луганське, 1976).
- Половинко Григорій Григорович — історик, письменник, лідер сучасного місцевого українського козацтва.
- Стахів Євген Павлович — провідник націоналістичного підпілля у місті під час Другої світової війни.
- Чумак Іван Михайлович — скульптор. Автор багатьох пам'ятників у місті, зокрема центрального пам'ятника Луганська — Тарасу Шевченку.
- Шевченко Володимир Васильович — перший секретар Луганського (Ворошиловградського) обласного комітету Комуністичної партії України з 1961 по 1973 рік.
- Шевчук Святослав — предстоятель Української греко-католицької церкви. Служив фельдшером два роки в окремому батальйоні аеродромного обслуговування Луганського (Ворошиловградського) ВВАУШу[72][73].
- Шеремет Олександр Степанович — архітектор. Головний архітектор Луганська з 1937 по 1969 рік, автор і співавтор понад 40 будівель і споруд Луганська та міського парку культури та відпочинку імені Горького (1936).
- Шматько Микола Гаврилович  — український скульптор, художник.
- Іванов Сергій — український журналіст, блогер, письменник.

### Документи
- Постанова Президії Ворошиловградської міської ради від 11.11.1935 «Про перейменування м. Луганська на місто Ворошиловград»
- Указ Президії Верховної Ради УРСР від 5.3.1958 «Про перейменування Ворошиловградської області і міста Ворошиловград»
- Указ Президії Верховної Ради УРСР від 5.1.1970 «Про перейменування міста Луганська і Луганської області»
- Указ Президії Верховної Ради СРСР від 18.12.1971 «Про нагородження міста Ворошиловграда орденом Жовтневої Революції»
- Указ Президії Верховної Ради Української РСР від 4.5.1990 «Про перейменування міста Ворошиловграда та Ворошиловградської області»